# Гладіатор

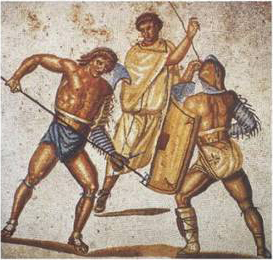
Гладіатори на мозаїці на римській вілі у селі Ненніг (Німеччина)

Гладіа́тор (лат. gladiator, множина gladiatores) — боєць на арені цирку у Стародавньому Римі. У вужчому значенні — професіонал, який бився бойовою зброєю з собі подібними в одиночних або групових боях. Проте до гладіаторів часто також відносять венаторів і бестіаріїв, які билися з хижаками, учасників блазенських боїв, боксерів та інших учасників циркових вистав. Слово «гладіатор» походить від лат. gladius, дос. «короткий меч», «гладіус» і означає досл. «мечник».
Зародившись як масове чоловіче жертвопринесення на тризнах вождів, бої гладіаторів розвилися у своєрідний видовищний спорт, набувши величезної популярності серед усіх верств давньоримського суспільства. Під впливом римської традиції гладіаторські ігри набули поширення й серед інших народів. Так, відомо, що бої гладіаторів проводилися кельтами-лузітанами, германцями, а також у Сирії та Карфагені.

## Історія

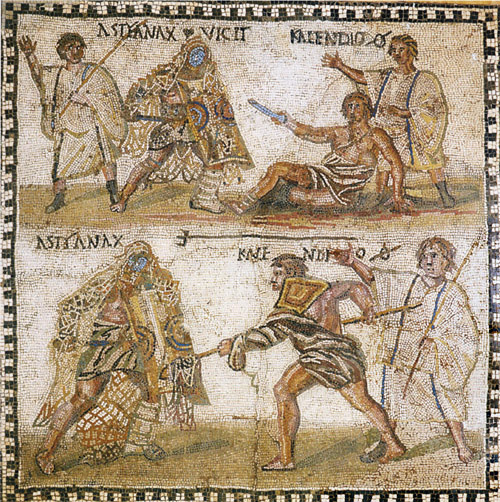
Мозаїка, Національний археологічний музей, Мадрид

Гладіаторські бої зародилися в італійській області Кампанії, де вони набули широкого поширення вже у ІІІ ст. до н. е. Довгий час існувала версія, що римляни перейняли традицію гладіаторських боїв в етрусків, але ні археологічні, ні іконографічні пам'ятки не підтверджують існування в етрусків гладіаторів. Досить швидко гладіаторські бої поширилися й на Рим. Перші гладіаторські бої, що згадуються в Римі, відбулися в 216 р. до н. е.
Первісно гладіаторські бої являли собою видозмінений обряд людських жертвоприношень під час поховального обряду і влаштовувалися родичами померлого. Так, перші ігри, що проходили в Римі були влаштовані на честь померлого Марка Емілія Лепіда його синами.
Поступово гладіаторські ігри з релігійної переходять в політичну площину. Враховуючи величезну популярність гладіаторських ігор серед римського населення, спадкоємці померлих намагаються використати ігри в власних політичних цілях, відкладаючи їх проведення до певних подій (наприклад, виборів). Так, Юлій Цезар виконав заповіт батька і влаштував гладіаторські ігри лише через 20 років після його смерті.
Вперше гладіаторські бої державним коштом були проведені в 44 р. до н. е. на честь померлого Цезаря.
У добу Імперії гладіаторські ігри остаточно розходяться з поховальними обрядами і набувають виключно масового, видовищного характеру. Імператор Октавіан Август регламентував типи гладіаторів, їхнє озброєння, систематизував правила бою, розділив місця в амфітеатрах за становою ознакою.
Поступово гладіаторські ігри набували дедалі більшого розмаху. Іноді вони перетворювалися на грандіозні видовища, поєднуючи в собі реконструкції історичних подій, облоги міст. На масових битвах билися переважно злочинці, засуджені до смерті «на арені».
Так, в 80 р. н. е. імператор Тит влаштував грандіозні гладіаторські ігри. Вони тривали 100 днів. Під час їх проведення на арені загинуло 9000 тварин. Проводилися також великі навмахії, які суміщалися з гладіаторськими боями та венаціо. Ще до того, як стати імператором, Тит Флавій, захопивши в 70 р. н. е. Єрусалим, на честь народження брата влаштував гладіаторські бої, в яких билися полонені юдеї. Тоді на арені загинуло 2500 полонених.
В 107 р.н. е. імператор Траян влаштував ігри на честь перемоги над даками. Ігри тривали 120 днів, під час яких на аренах билися 10 000 гладіаторів і було вбито 11000 тварин. Взагалі ж, за правління Траяна, протягом 107—113 рр. на аренах Риму билося 20500 гладіаторів.
Великим шанувальником гладіаторських ігор був імператор Коммод. Він особисто брав участь у гладіаторських боях і цькуванні тварин. На його рахунку близько тисячі перемог.
На відміну від Стародавньої Греції, драматичні вистави не мали великої популярності у римському суспільстві: елліністичний вплив не проникав глибоко у нього, охоплював лише обмежені кола. Стародавні італьські звичаї зберігали попереднє своє значення, не занепадали, а навпроти, дедалі розвивалися.
Занепад гладіаторських ігор починається з поширенням на території Римської Імперії християнства. У 399 р. імператор Гонорій закриває останні гладіаторські школи, а в 404 р. забороняє гладіаторські ігри.

## Соціальний склад гладіаторів

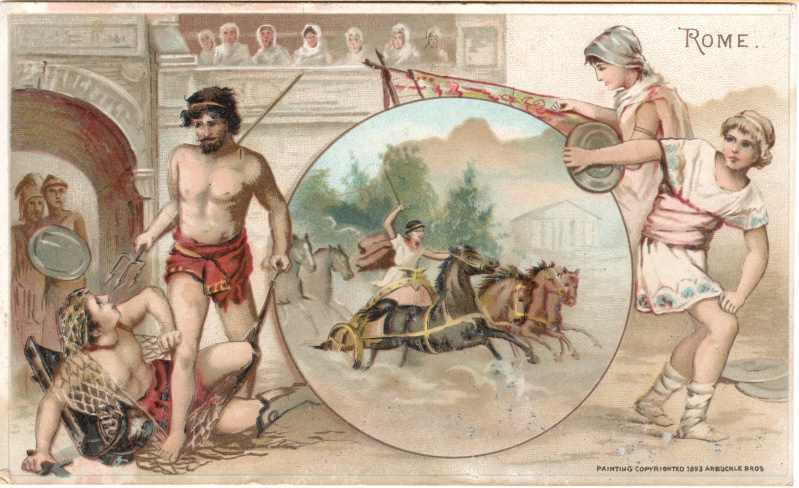
Сцени з життя Стародавнього Риму: метання диска, перегони колісниць, гладіаторські бої. Малюнок 1893 р.

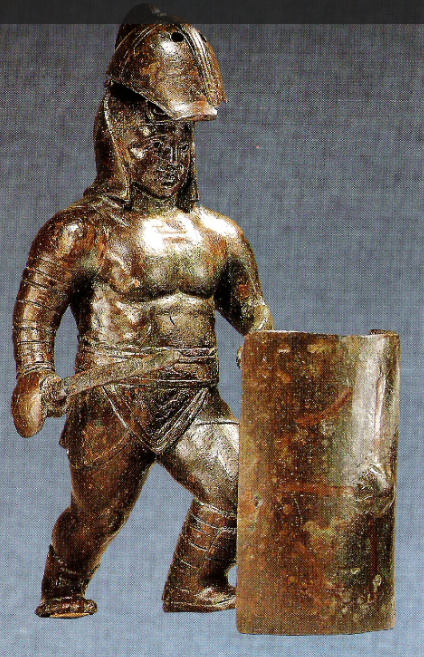
Статуетка гладіатора-самніта з музею Арля

### Як ставали гладіаторами
Основними джерелами для гладіаторів були невільники. Власники гладіаторських шкіл скупали молодих сильних рабів, а також досвідчених гладіаторів у власників інших шкіл. Окрім того, будь-який господар міг відправити свого раба у гладіатори з будь-якого проступку або навіть без провини. Тільки імператор Адріан заборонив цю практику, постановивши завжди питати згоду на це самого раба, якщо він не скоїв злочину, який карався гладіаторством. Поповнювали лави гладіаторів і військовополонені, так, імператор Тит після здобуття Єрусалима у 70 році частину полонених направив до гладіаторських шкіл. Воєнні успіхи Риму забезпечили приплив військовополонених, з яких здебільшого й набиралися гладіатори, до того ж у римлян було у звичаї зберігати життя ворожим воїнам, які здавалися у полон (втім, справедливості ради слід зауважити, що не всі римські полководці проявляли таку великодушність). Служба у гладіаторах для них була можливістю повернути собі честь. Торгівля рабами-гладіаторами йшла по всій Імперії і була під наглядом держави. Іноді у гладіатори віддавали злочинців — це мало чим відрізнялося від страти. Втім, якщо засуджений виживав у боях протягом трьох років, він діставав помилування і мав прожити ще два роки, щоб бути відпущеним на волю.
Проте чимало гладіаторів були з походження вільними людьми і навіть римськими громадянами. Гладіатори-добровольці звалися «аукторати» або «ауктори» (auctorati, auctores, букв. — «продавці на свій ризик»). Первісно не більше однієї п'ятої частини гладіаторів були аукторатами, проте в часи пізньої Республіки добровольці, за деякими даними, становили вже половину всіх гладіаторів. У гладіатори йшли ті, хто хотів мати безкоштовний притулок, їжу, та перспективу достатку у майбутньому, уваги народу та слави. Втім, могли бути й інші причини: так, у Римі була популярна тема про благородних юнаків, які наймалися у гладіатори, щоб оплатити поховання батька або допомогти другові. Насправді подібні випадки були нечастими, принаймні в Італії. Римлянин, який хотів стати гладіатором, проходив низку бюрократичних процедур: він мав оголосити народному трибунові своє ім'я, вік та обіцяну винагороду, проте трибун міг відмовити йому в дозволі на заняття гладіаторським ремеслом, якщо вважав претендента непридатним для нього за віком або станом здоров'я. Сума, яку первісно давали аукторатові (auctoramentum), була невеличкою: за законом, не більш як 2000 сестерціїв, що дорівнювало вартості некваліфікованого раба. Наймаючись до школи, доброволець-аукторат укладав контракт-аукторацію (auctoratio), у якому присягався «бути паленим, бути битим, бути підкореним, померти від заліза» (uri, vinciri, uerberari, ferroque necari), після чого ставав «юридично мертвим», тобто не мав ніяких прав.
За кожний вихід на арену аукторат одержував auctoramentum — ті ж дві тисячі сестерціїв. У разі продовження контракту винагорода підвищувалася у шість разів. Доброволець міг також достроково розірвати контракт, але для цього він мав заплатити чималий викуп. Відзнакою вільних гладіаторів була обов'язкова наявність номена в записах, наприклад, Тит Клавдій Фірм (Titus Claudius Firmus), у той час як рабів означали одними іменами. Втім, аукторати, як і раби, були більш відомі під псевдонімами, які вони брали на честь тварин — Голуб (Columbus), Лев (Leo), Тигр (Tigris), міфологічних персонажів — Гермес (Hermes), Геракл (Hercules), Ахіллес (Achilles), або за особистими якостями — Непереможний (Invictus), Відважний (Intrepidus).

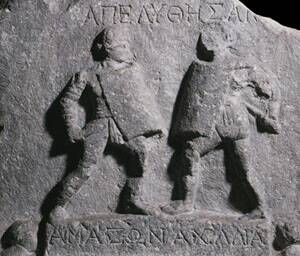
Жінки-гладіатори на рельєфі з Галікарнаса. Мармуровий рельєф, Британський музей

Бої на арені не були чисто чоловічим заняттям. Гладіаторами у Стародавньому Римі могли бути й жінки.

### Гладіатори-жінки
Гладіаторами могли бути не тільки чоловіки, але й жінки. Про це свідчать численні давньоримські джерела (законодавчі акти та описи сучасників), а також артефакти, знайдені при розкопках. Час появи їх не встановлений, але якщо вірити сучасникам, найбільшого розквіту це явище сягало за правління імператорів Нерона (54—68 рр. н. е.) та Доміціана (81—96 рр. н. е.). Гладіаторів-жінок звали «гладіатрисами» (gladiatrices, однина — gladiatrix)
Вважають, що перші гладіаторські бої на честь жінки були проведені на тризні Юлії — дочки Гая Юлія Цезаря. За деякими даними, тризна включала у собі ритуальні танці жінок, у ході яких вони імітували бій. За імператора Нерона жінки стали брати участь у театралізованих виставах, які могли включати і зображення боїв.

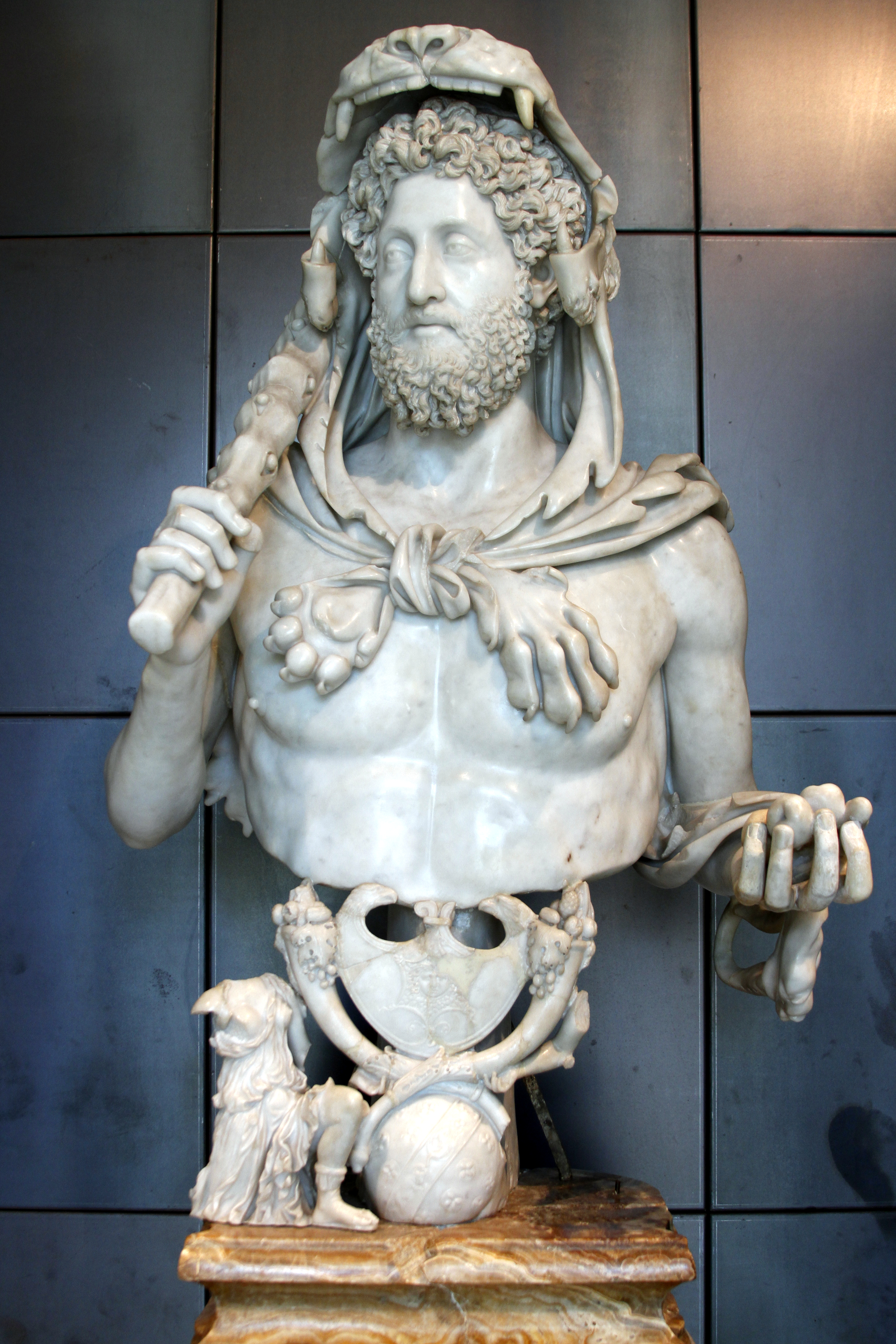
Коммод в образі Геракла. Капітолійські музеї

У 200 році нашої ери імператор Септімій Север спеціальним декретом заборонив жінкам брати участь у гладіаторських боях.

### Гладіатори-імператори
На гладіаторській ниві пробували себе і деякі імператори. Так, Калігула, Тит, Адріан, Луцій Вер, Каракалла, Гета та Дідій Юліан виступали в амфітеатрі, втім, не надто ризикуючи своїм життям. Імператор Клавдій, відомий своєю жорстокістю, на потіху юрбі брав участь у цькуванні кита, спійманого та поміщеного у гавані. Сучасники несхвально відгукувалися про такі видовища.
Справжнім фанатом гладіаторських боїв був імператор Коммод. Він бився в амфітеатрі на ганьбу Сенату, якому присягав, та на велике захоплення черні. Улюбленим амплуа Коммода був секутор, він зображав на арені «Відродженого Геракла». Окрім того, він виступав і як бестіарій, якось вбив власноручно 100 левів у день. Цей бій був відносно безпечним для імператора: він знаходився на спеціальному помості. Інший випадок — він зніс голову страусу, потім приніс її скривавлену, разом з мечем до сенаторів, знаками показуючи, що вони можуть бути наступними. Як кажуть, він «підретушував» величезну статую Нерона під себе в образі «Відродженого Геракла», переправивши й напис до неї: «Прихильник секуторів, єдиний боєць-лівша, хто переміг дванадцять разів тисячу осіб». Для цього «проекту» він витратив великі кошти з державної скарбниці.

## Підготовка гладіаторів

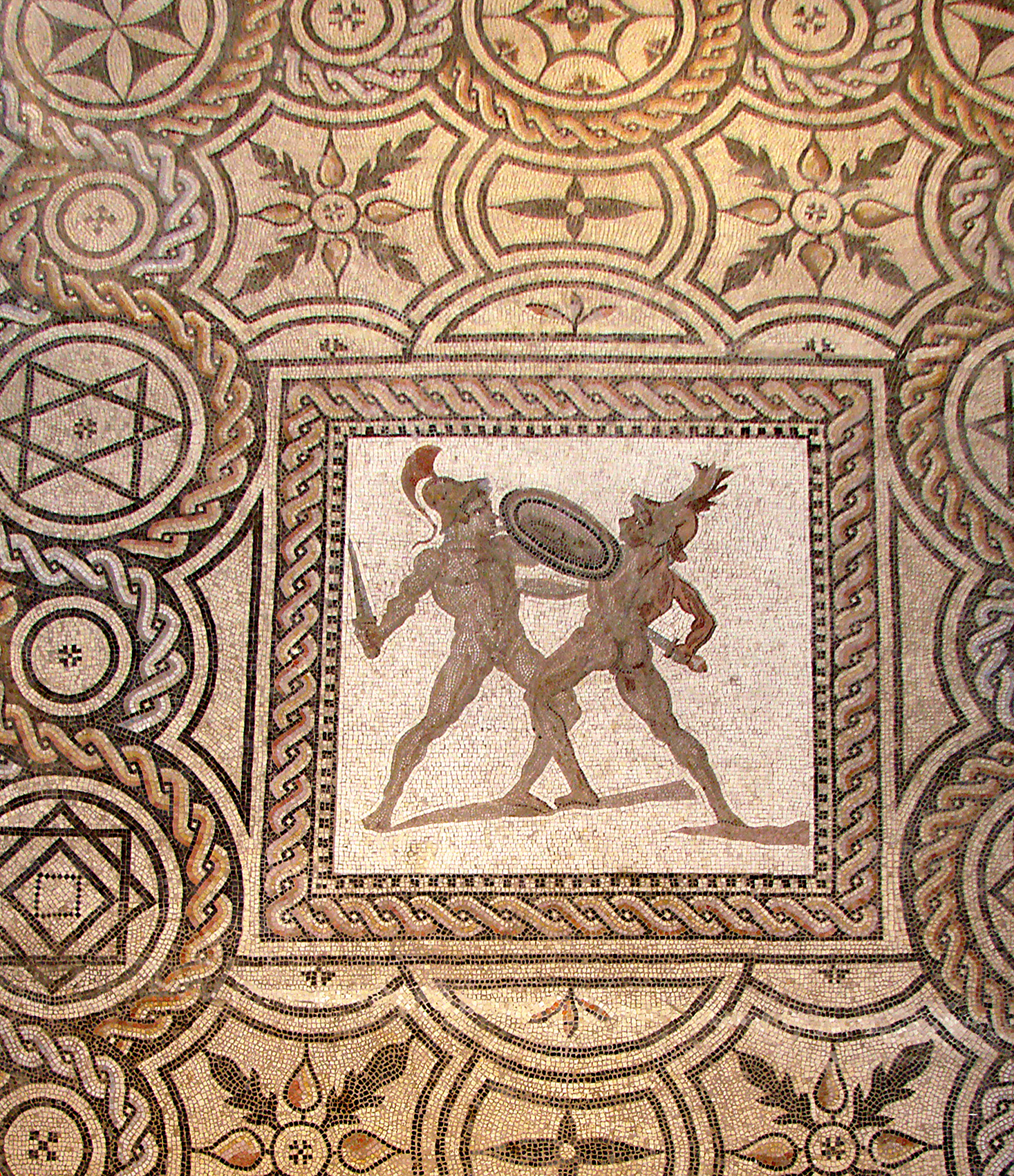
Мозаїка з гладіаторами, знайдена у Реймсі. Музей Сен-Ремі, Париж

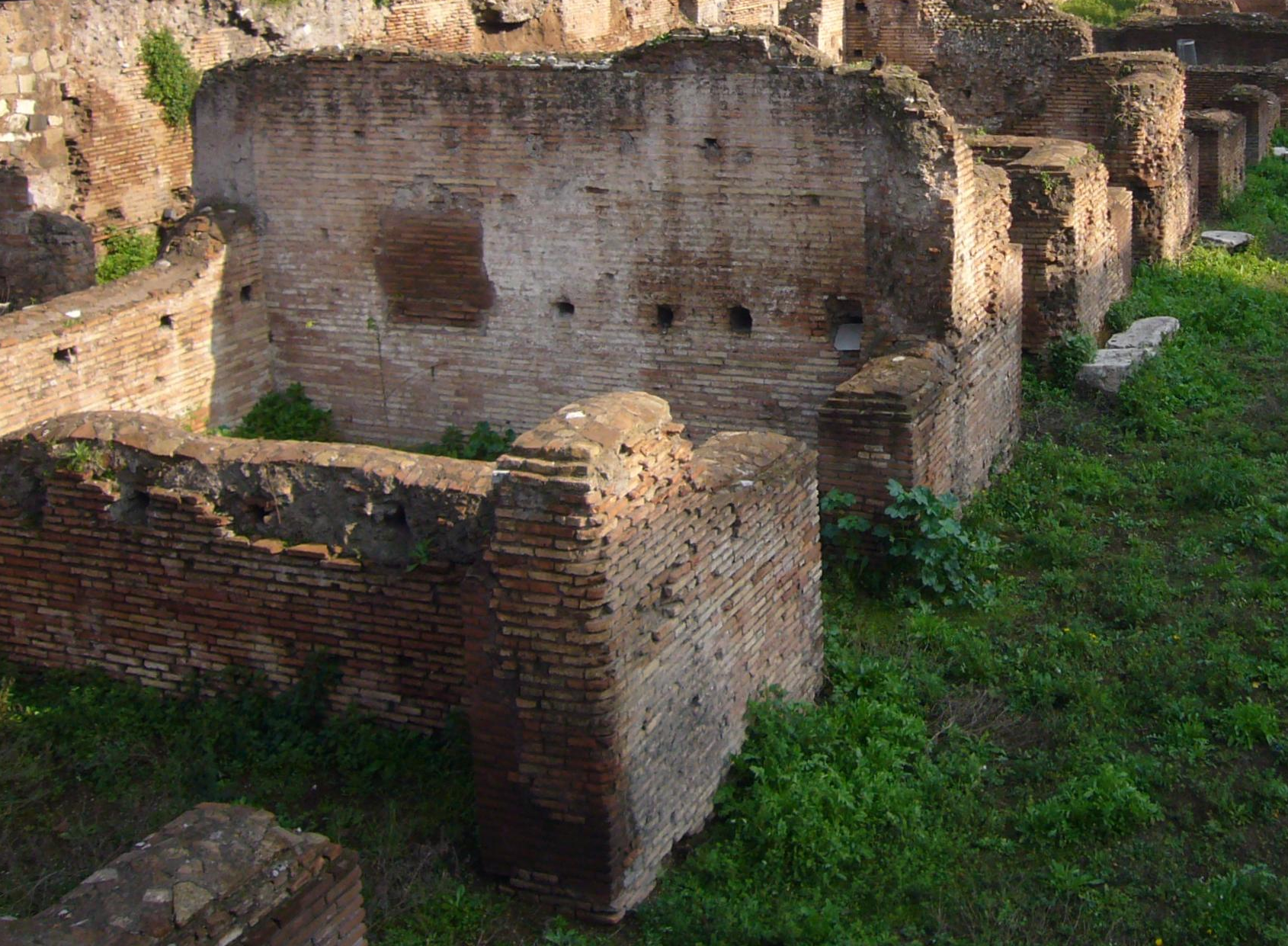
Руїни Ludus Magnus у Римі

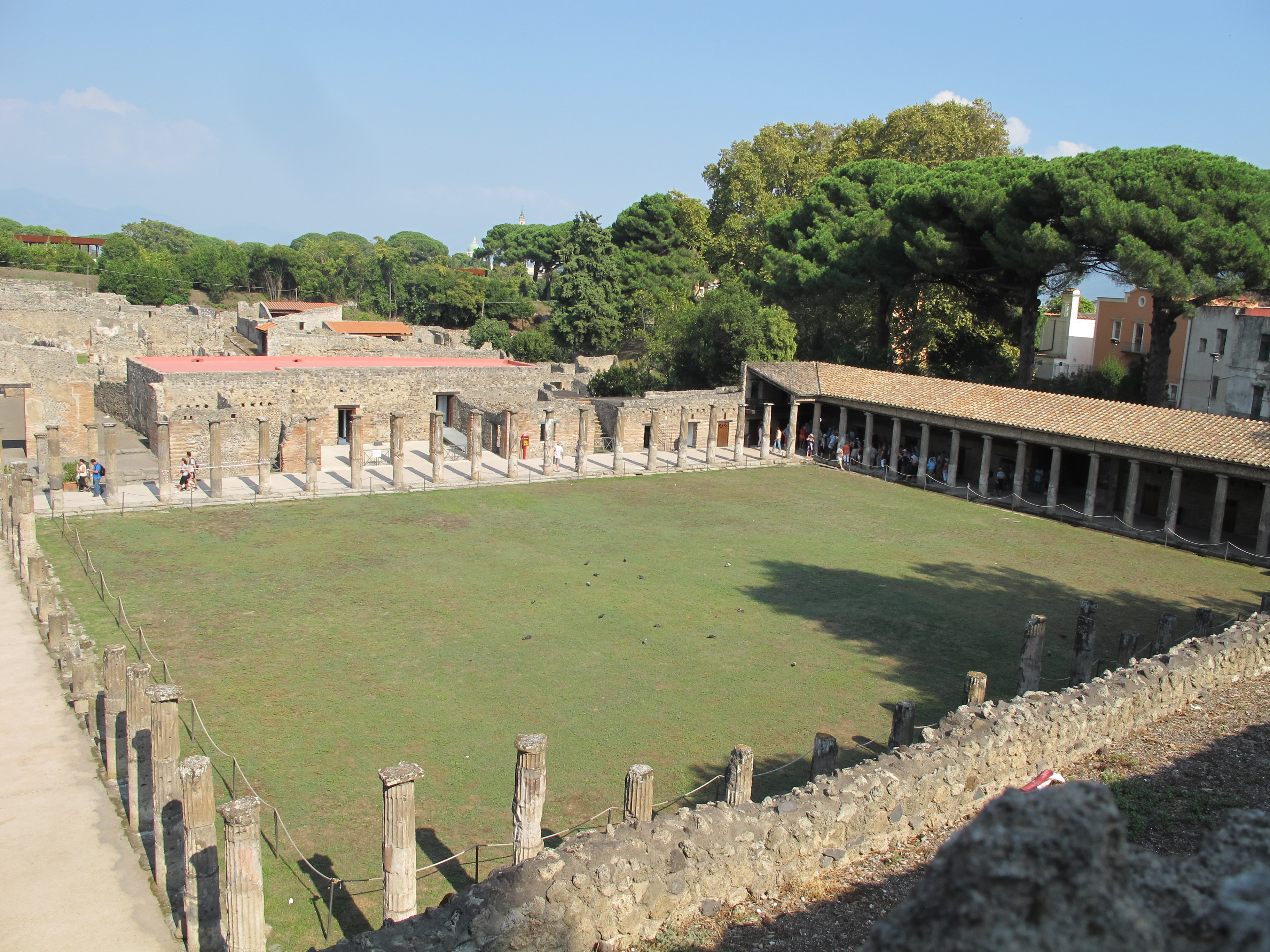
Тренувальний майданчик школи в Помпеях

Людей, що займалися купівлею, вербуванням та підготовкою гладіаторів, звали ланістами (lanistae, однина — lanista). Будь-який ланіста, займаючись продажем гладіаторів та здаванням їх у найми організаторам ігор, мав перспективу швидко нажити чималий капітал. Незважаючи на вигідність, ремесло ланісти вважали ганебним, прирівнювали до професії власника будинку розпусти, «сутенера» (leno), так само розглядаючи його як «торгівця людським м'ясом». Навіть саму назву професії виводять від того ж кореня, що й lanius («м'ясник»). Втім, для знатної людини заняття торгівлею гладіаторами розглядалося як нормальне явище. Так, ланіста Аттік, друг Цицерона, писав йому, що купив добре підготований загін гладіаторів. Це не викликало осудження знаменитого оратора, він навіть зауважив, що здавши їх внайми, можна вже після двох виступів повернути гроші.
Ланіста скупав і досвідчених гладіаторів і молодих рабів з підхожими фізичними даними. Вочевидь, перевагу віддавали тим, чий зріст перевищував середній римський (близько 165 см).
Для підготовки гладіаторів існували спеціальні школи, які звалися «лудами» (ludi, однина — ludus). Там знаходилися разом гладіатори-раби і вільнонароджені гладіатори, що складали групу або загін бійців ланісти, яка звалася «гладіаторською родиною» (familia gladiatorium). Приречені на смерть злочинці утримувалися в особливому приміщенні-в'язниці. Найбільш відома школа періоду Республіки знаходилася у місті Капуя, саме там почалося повстання Спартака. Школи існували також і у Римі, Пестумі, Равенні, Александрії, Пергамі. За часів Імперії школи стали влаштовувати імператори, які володіли власними загонами гладіаторів. У самому Римі при Колізеї існували з І ст. н. е. цілих чотири школи, збудованих за наказом імператора Доміціана: Велика (Ludus Magnus), Галльська (Ludus Gallicus), Дакійська (Ludus Dacicus) та «Ранкова» школа (Ludus Matutinus). Окрім того, були й мандрівні ланісти, які зі своїми гладіаторами кочували з міста до міста, подібно циркачам та мандрівним акторам. Невеличкі групи гладіаторів тримали й багаті римляни, у такому разі ланіста був не власником гладіаторів, а лише управителем школи.
Центром школи був тренувальний майданчик, навколо якого розташовувалися: кухня, комори для спорядження, лікарня, в'язниця для приречених до смерті на арені та житлові приміщення. Кімнати для учнів та гладіаторів-початківців знаходилися на першому поверсі і мали вигляд гуртожитку: маленькі кімнатки на дві особи, площиною не більш 4 м². Кімнати професійних гладіаторів розташовані вище, деякі з них були обставлені не гірш будинків заможних громадян.
Деякі джерела (написи на стінах) дають змогу уявити організацію гладіаторських шкіл. У приватних школах начальником був сам ланіста. На чолі імператорської стояв «директор»-прокуратор (procurator) з помічником — відставні військовики або службовці фінансового відомства. Господарством відав вілік (vilicus), бухгалтерією — диспенсатор (dispensator), арсеналом — препозит (praepositus), приміщенням для вбитих (spoliarium) — куратор (curator). З учнями займалися тренери, іноді з числа звільнених гладіаторів — рудіаріїв.
Гладіаторам багатих ланіст та імператорів надавалася професійна медична допомога у випадку поранень, також у школах працювали досвідчені масажисти. Підтримання доброї фізичної форми було необхідною умовою попиту на гладіаторів: хворі та виснажені бійці не могли б привабити увагу публіки.

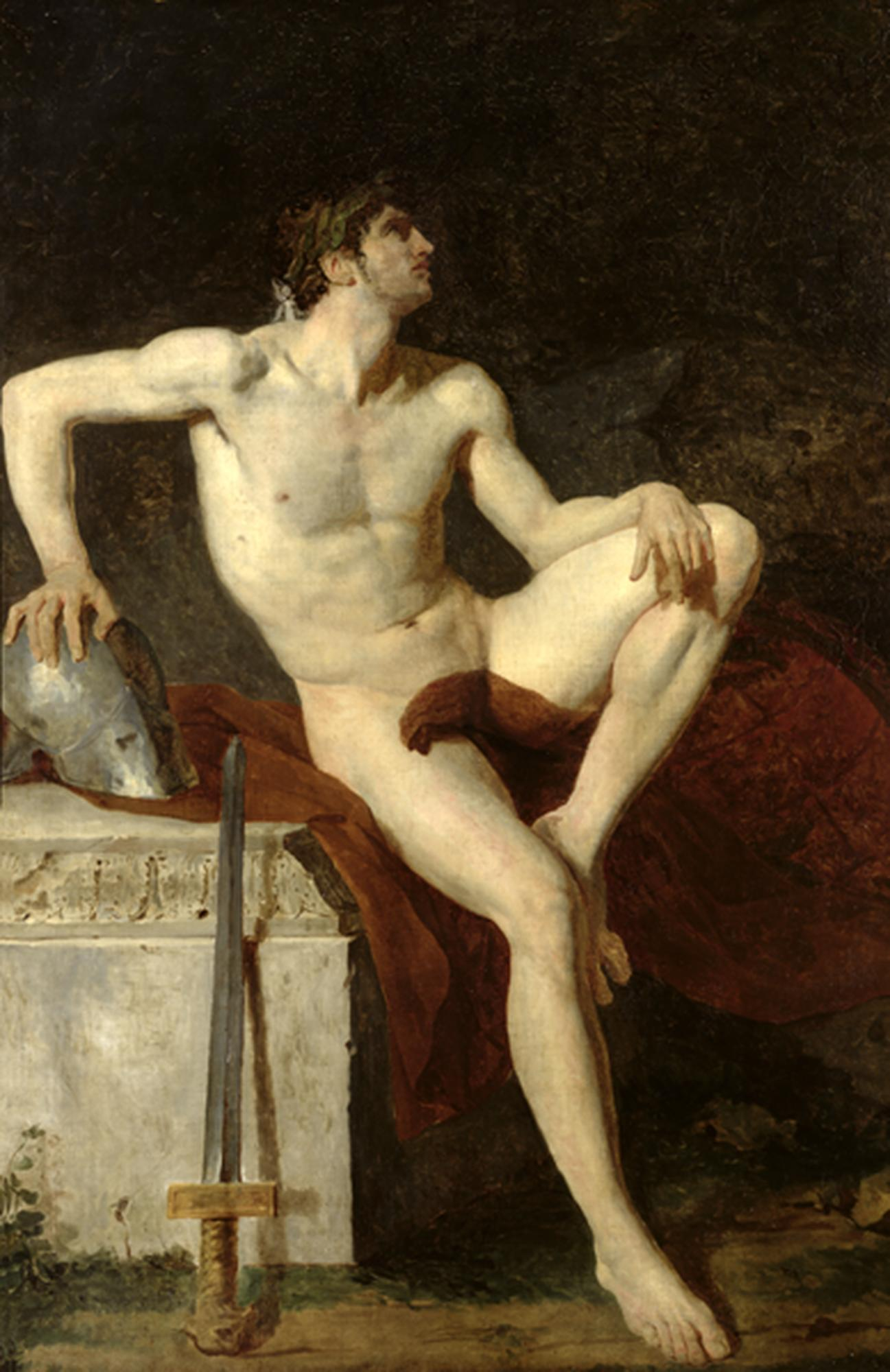
Ж.-Ж. Друе. «Сидячий гладіатор», кінець XVIII ст.

Умови утримання у школі були однаковими для рабів та вільнонароджених: виснажливі тренування, безправність, сувора дисципліна. Підготовка включала поряд з бігом систему ізометричних тренувань (атлетичній гімнастиці без снарядів, основаній на самоопорі). Вони отримували посилене харчування (gladiatoriam saginam) — м'ясо, часник, рибу, боби. Неодмінною частиною раціону був ячмінь — вважали, що він сприяє зростанню м'язової маси, за це гладіаторів прозвали «ячмінниками» (hordearii). За свідченнями сучасників, для швидшого відновлення сил після тренувань гладіаторам давали розведений у воді лужний попіл — аналог сучасного енергетику.
Новачків у школі звали «тритонами» (tritones). Окрім силової гімнастики, головна увага у їхній підготовці приділялася виробленню навичок поводження зі зброєю. Спочатку вони розучували прийоми з дерев'яним мечем-рудисом (rudis) і сплетеним з пруття щитом на спеціальному стовпі або опудалі. Через кілька місяців новачок отримував і металеву зброю, поки ще затуплену. Важила така тренувальна зброя, як і аналогічна зброя легіонерів, удвічі більше за справжню — такі вправи розвивали сильні руки і плечі, окрім того, сприяли тому, що боєць, отримавши легшу бойову зброю, битиметься певніше та швидше. З навчальною зброєю новачка могли поставити проти досвідченого бійця, попередивши, що він буде битися у повну силу — для максимальної зосередженості, тобто для підготовки «в умовах, максимально наближених до бойових». Новачки-тритони перебували у школі постійно, покидати її межі їм заборонялося.
Відповідно своїй кваліфікації гладіатори ділилися на класи або ранги (pali, однина — palus). По закінченні навчання новачкам надавали клас «грегарія» (gregarius), тобто «стадного». Грегарії зазвичай виступали перед двобоями досвідчених гладіаторів, у групових сутичках, за що й отримали свою назву. Грегарії, на відміну від учнів, мали право вільно виходити до міста, заводити коханок і навіть одружуватися і придбавати нерухомість. Гладіатор, що уперше вийшов на арену, звався «тиро» (tiro), після кількох проведених боїв він одержував право на звання «ветерана» (veteranus). У міру стажу та професійного зростання гладіатору присвоювали черговий клас-палус: від нижчого четвертого, який йшов за класом грегарія, до найвищого першого, до якого належали високопрофесіональні бійці.

## Типи гладіаторів
Найвідомішими типами гладіаторів є, без сумніву, секутори («переслідувачі») та ретіарії («сіткарі»), двобій між якими був неодмінною складовою багатьох гладіаторських ігор, а також мірмілони. Багато які типи гладіаторів наслідували своїм спорядженням традиційну зброю та обладунки підкорених Римом народів, так, добре відомі фракійці і гопломахи, які зображали фракійських та грецьких вояків відповідно, дещо менше — самніти і галли. Гладіатори билися переважно пішими, але існували й кінні гладіатори (еквіти), а також гладіатори, що билися на колісницях (еседарії). Деякі гладіатори (крупеларії) виходили на арену у суцільних пластинчастих обладунках та закритих шоломах — вони нагадували середньовічних західноєвропейських лицарів.

## Спорядження гладіаторів

### Зброя
Озброєння гладіаторів у цілому було ідентично стандартному армійському. Зброєю більшості бійців слугував короткий римський меч-гладіус (gladius), який і дав гладіаторам їхню назву. Димахери («двошабельники») замість гладіусів мали злегка вигнуті грецькі мечі-махайри (machaerae). Аналогічні мечі (machaerae Hispanicae) були на озброєнні римської кінноти після Пунічних воєн, зараз вони більш відомі під назвою «фалькат». Гопломахи, лаквеарії, еквіти, самніти, а також бестіарії і венатори були озброєні стандартним римським списом-гастою (hasta). Допоміжною зброєю деяких гладіаторів (ретіаріїв, лаквеаріїв, гопломахів) був армійський кинджал-пугіо (pugio). Гладіатори пізньої Імперії отримали замість гладіусів довші мечі-спати (spatha).
Проте деякі види зброї були виключно гладіаторськими: вони не використовувалися у римській армії. Широко відомий тризубець (tridens) або «вила» (furcina) — короткий важкий спис з трьома наконечниками, зброя гладіаторів-ретіаріїв. Тризубець майже не застосовувався легіонерами, він був насамперед рибальським знаряддям. Ретіарій мав цю незвичайну зброю, бо якраз винен був зображати рибалку у двобою з великою рибою. Окрім тризубця, цей боєць мав круглу сітку (retia, rete), якою намагався спіймати «рибу», тобто свого звичайного супротивника — секутора або мірмілона. Іншою оригінальною зброєю був трубчастий наруч з півкруглим лезом на кінці, точна назва цієї зброї невідома. Її держав у лівій руці замість щита гладіатор-скісор («кремсальник»). Виключно гладіаторською зброєю у Стародавньому Римі були фракійські криві кинджали-сики (sicae), якими озброювалися гладіатори-фракійці та димахери. До інших видів озброєння належали луки (arcus), дротики (hastae velitares), аркани (laquei).

### Обладунки
Якщо зброя більшості гладіаторів мало чим відрізнялася від звичайної військової, то захисне спорядження мало низку значних відмінностей. Насамперед, це стосується багатого вбрання гладіаторських обладунків. Не забуваймо, що гладіатори були учасниками пишних вистав, і мали своїм костюмом справляти враження на публіку.
Захисні панцирі-лорики мали тільки небагато які гладіатори — димахери, скисори, еквіти, крупеларії, можливо, самніти. Більшість гладіаторів билася оголеною до пояса, підв'язавшись сублігакулумом, іноді — у легких туніках. Основним засобом захисту був щит. Секутори, мірмілони, самніти прикривалися стандартним римським щитом-скутумом (scutum), провокатори — його дещо зменшеним варіантом. Гопломахи, еквіти, і можливо, еседарії замість скутума носили круглий щит-парму (parma). Фракійці мали невеличкий сильно вигнутий щит майже квадратної форми без умбона. У деяких типів гладіаторів (скісорів, димахерів, ретіаріїв, лаквеаріїв) щита не було. Перші були захищені кольчужним панциром лорика гамата, лускатим лорика сквамата, рідше пластинчастим лорика сегментата. Ретіарії та лаквеарії ж з обладунків мали лише маніку (manica) на лівій руці та щиток-галер (galerus) на плечі. Галер являв собою злегка вигнуту, майже квадратну пластину не більш 35 см завдовжки, яка кріпилася до лівого плеча. Він виступав угору на 10 см і захищав якоюсь мірою не тільки ліве плече, але й шию зліва. Наруч-маніку носили не тільки ретіарії з лаквераріями, але й більшість гладіаторів, у яких вона прикривала праву руку, незахищену щитом. Маніка могла бути як матерчастою, набитою кінським волосом, так і набраною з металевих лусок, причому ці луски могли йти у різних напрямках — як від плеча до кисті, так і навпаки. Вибір того чи другого типу залежав від типу противника гладіатора: суперники гладіаторів, озброєних мечами, носили маніки з пластинами, які перекривали одна одну від кисті до плеча, оскільки така конструкція ліпше тримала удар мечем зверху. Суперники ж ретіаріїв, лаквеаріїв та гопломахів мали маніки зі зворотним порядком: оскільки удари списа та тризубця були спрямовані знизу догори. Важкоозброєні гладіатори-крупеларії мали маніки на обох руках, такої ж пластинчастої конструкції, як і їхні панцирі. На ногах більшість гладіаторів носили щитки-поножі (ocreae), які захищали їхні гомілки, неприкриті щитом (іноді — тільки на одній нозі), рідше — матерчасті обмотки (fasciae). Поверхня поножів могла бути прикрашена карбуванням. Окрім поножів та обмоток, гладіатори, як правило, більше нічого не надягали на ноги, билися на арені босими — щоб певніше триматися на пухкому ґрунті. Втім, важкоозброєні гладіатори-крупеларії, можливо, носили якесь взуття, яке являло собою продовження ножних обладунків.

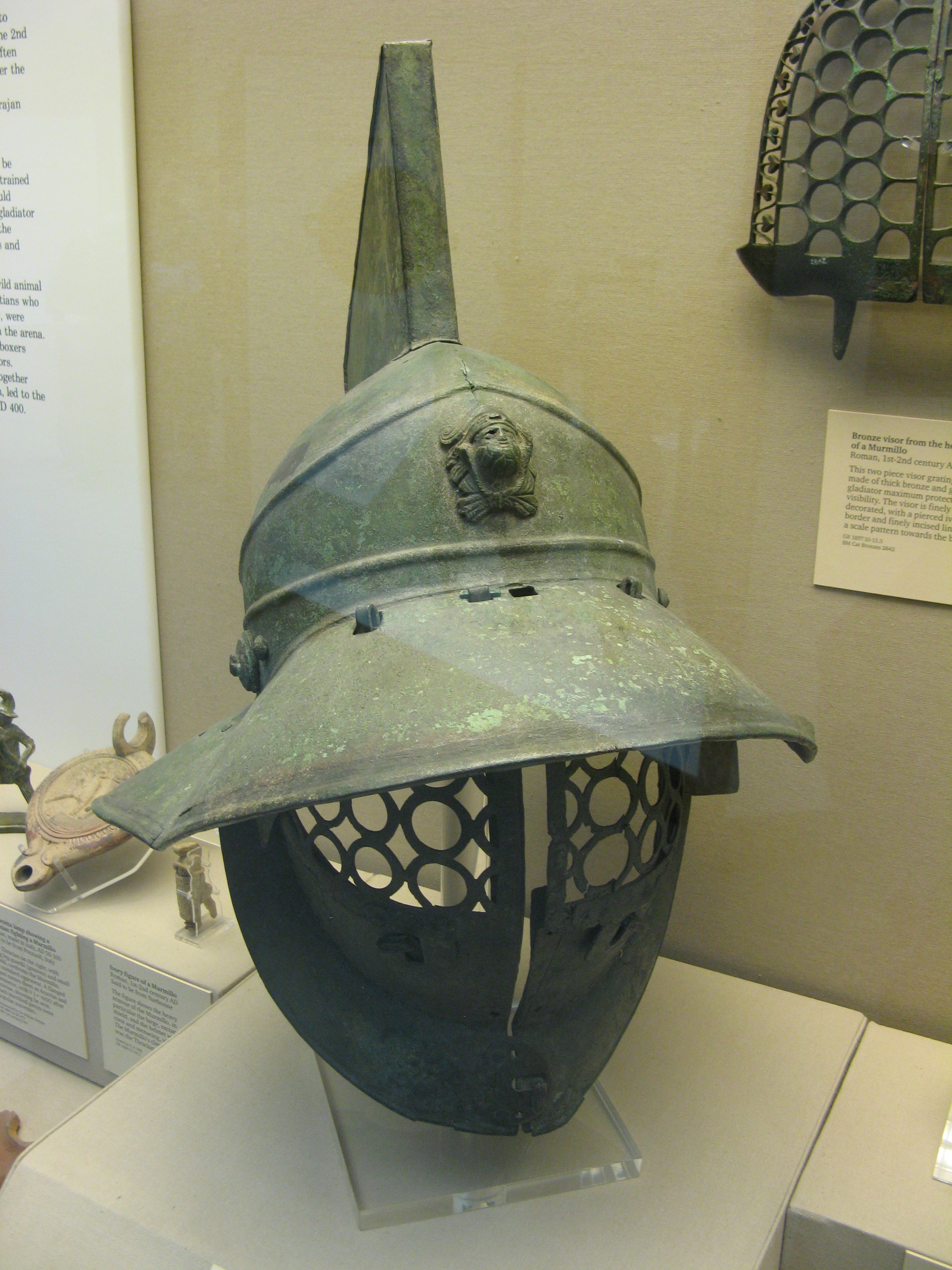
Шолом гладіатора. Британський Музей, Лондон

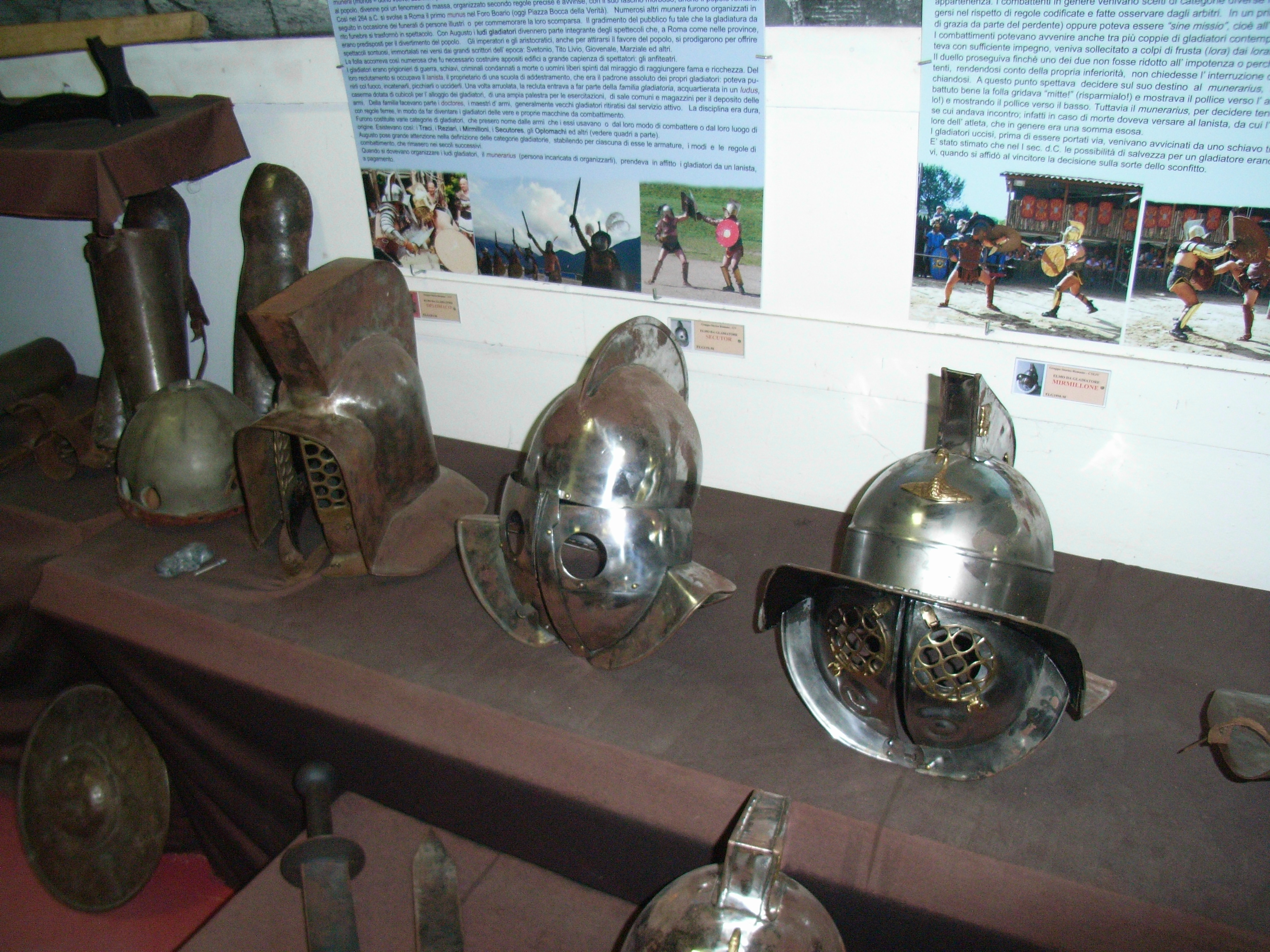
Зліва праворуч: шоломи гопломаха, секутора (скісора), мірмілона. Музей давньоримської історії, Рим

Окремого опису заслуговують гладіаторські шоломи (galeae), такі несхожі на звичайні римські. Вони відрізняються не тільки багатим вбранням, але й формою. Ранні шоломи, як правило, являють комбінацію беотійського та аттичного шоломів, з відігнутими донизу крисами, налобною пластиною та широкими нащічниками. Пізніше у шоломів з'являється забрало. Для гладіаторів ця деталь, окрім чисто захисної функції, мала ще одне, не менш істотне значення. Приховуючи обличчя супротивника, воно надавало своєрідної психологічної допомоги гладіаторам, що мусили битися зі своїми товаришами по гладіаторській школі, які могли бути і їхніми близькими друзями. Само забрало могло складатися з двох частин, які кріпилися до основи петлями і розчинялися у боки, або могло також бути цільним, відкидним назад. На стулках часто були пророблені отвори для очей діаметром близько 8 см (на шоломах мірмілонів, гопломахів, фракійців), або 3 см (на шоломах скісорів, секуторів). Їх затуляли знімні пластини з отворами. На одному з різновидів шолома секутора все забрало було покрите дрібними отворами — для поліпшення огляду та для полегшення дихання. Попереду стулки скріплювалися заскочками на передньому вертикальному ребрі. Наприкінці І ст. забрало набуло вигляду решітки з виступами, які входили у відповідні прорізи у шоломі. Звертає на себе увагу й маса шоломів, яка удвічі перевищує масу шоломів легіонерів, варіюючи від 2,5 до 6,8 кг. Для роблення їх використовували листи бронзи, товстіші за листи, що застосовувалися для вироблення звичайних шоломів. Завдяки значній товщині міцність шоломів не послабляло навіть глибоке карбування, яким вони були прикрашені. Масивна конструкція дозволяли витримувати вельми сильні удари мечем та тризубцем, а значна вага не була у цьому разі помітним недоліком. На відміну від легіонерів, які мусили нести шолом у поході причепленим до пояса та знаходитися у ньому протягом багатогодинних битв, гладіатори надівали свої шоломи тільки перед боями, які до того ж, були вельми нетривалими. Характерним елементом форми гладіаторських шоломів було навершя. У шоломів секуторів та скисорів воно мало вигляд півкруглого гребеня, навершя шолома мірмілона мало своєрідний вигин з направленою уперед внутрішньою частиною та пазом для плюмажа з кінського волосу. На шоломах гопломахів та фракійців кріпилися султани з пір'я, султан останнього міг зображати грифона. Гладіаторські шоломи мали також характерні металеві криси, які могли бути ширшими або вужчими, йти по всій окружності шолома або тільки ззаду та з боків. Призначенням крисів було, по-видимому, захищати плечі та спину бійця від зісковзних ударів по шолому зверху. Примітно, що шоломи секуторів і скісорів крисів не мали: бо тризубець, зброя їхніх звичайних супротивників — ретіаріїв, виключав можливість таких ударів, а сітка ретіарія могла зачепитися за криси і зіграти цим фатальну роль. Карбовані рельєфи часто були посрібнені.

## Амфітеатри
Гладіаторські бої у класичну добу відбувалися в амфітеатрах — спорудах, які складалися з овальної арени, навколо якої уступами розташовувалися місця для глядачів. Найвідомішим амфітеатром є Амфітеатр Флавіїв (Колізей) у Римі. Відомі амфітеатри у Капуї, Ель-Джемі, Ефесі, Вероні, Помпеях.

## Гладіатори і римське суспільство

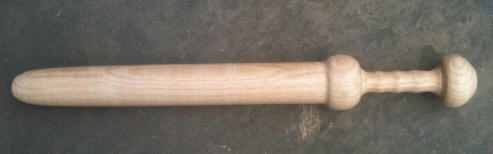
Меч-рудис — навчальна зброя гладіаторів та відзнака звільненого гладіатора-рудіарія

Добре підготований гладіатор, показуючи на іграх свою доблесть, вміння володіти зброєю, презирство до болю і смерті, міг завоювати прихильність народу. У цьому випадку його «фанати» могли зажадати в ланісти його звільнення. Відзнакою гладіатора, який одержав свободу, слугував дерев'яний тренувальний меч-рудис, через що звільнені бійці звалися рудіаріями (rudiarii). Рудіарій міг продовжити виступати на арені як вільний, а міг залишити ремесло гладіатора, стати тренером у гладіаторській школі, суддею або вчителем фехтування у заможних римлян. Такі гладіатори-раби, що завоювали волю, викликали загальне захоплення у всіх верств населення — аж до імператорського двору. Судячи з графіті, знайдених у Помпеях, гладіатори посідали те ж місце у житті римлян, що й сучасні знамениті спортсмени, естрадні та кінозірки: всі знали напам'ять їхні імена, гаряче обговорювали їхню кар'єру та подробиці двобоїв, зображали їх на стінах будинків. Найбільш гарячі шанувальники якогось гладіатора могли цілком вчинити криваві бійки подібно сучасним футбольним фанатам. Не уникнули цієї пристрасті й імператори. За свідченням Светонія, імператор Калігула відверто боронив гладіаторів-фракійців і навіть розпорядився послабити озброєння їхнім традиційним суперникам — мірмілонам. Тит також був уболівальником фракійців, а його брат імператор Доміціан являв прихильність до мірмілонів. Відомий випадок, коли він велів кинути на розтерзання псам одного шановного голову родини, коли той заявив, що гладіатор-фракієць скоріше поступиться не супротивнику, а едитору-імператору (тобто оборонцю свого суперника). Любителем гладіаторських боїв був й імператор Адріан, а імператор Коммод, сам виступаючи на арені як секутор, природно, був «фанатом» цього типу гладіаторів.

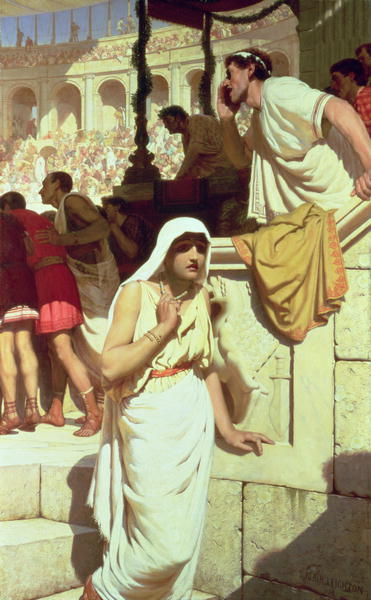
Едмунд Лейтон. «Дружина гладіатора», 1884

Складалася дивовижна ситуація: формально гладіатори числилися нарівні з повіями та золотарями, а реально їхній суспільний стан був вельми високим завдяки величезній популярності серед всіх верств населення. Оточені численними шанувальниками, вони звертали на себе й увагу жінок. Римлянки часто заводили любовні романи з гладіаторами. Великою любителькою гладіаторів була й Фаустіна — дружина імператора Марка Аврелія. Припускають, що її коханець-гладіатор був справжнім батьком її сина Коммода — майбутнього імператора-гладіатора.
Втім, таке ставлення до гладіаторських ігор поділяли далеко не всі римляни. Ювенал вважав гладіаторську школу останнім ступенем людського падіння. Тертулліан писав: «Влаштувальники і розпорядники ігор карають безчестям і позбавленням прав тих самих візників, акторів, атлетів, гладіаторів, яким глядачі віддають свої симпатії, а глядачки, окрім того, й тіло, ризикуючи втратити своє добре ім'я: їм закрито доступ до Курії й на Ростри, до сенаторського стану і вершників, до якихось почесних посад і нагород. Яке збочення! Вони люблять тих, кого карають, презирають тих, кого схвалюють, хвалять виконання, виконавця нечестять» (Tertullianus. De spectaculis, 22).
Судячи з епітафій на надгробках гладіаторів, середня тривалість їхнього життя відрізнялася від середньостатистичного римського. Потрапивши до гладіаторської школи у віці приблизно 17 років (звичайний вік початку кар'єри гладіатора), молодик частіше за все жив не більше 10 років, не долаючи і тридцятирічну межу. Середньостатистичний римлянин же часто доживав до п'ятдесяти років. Проте не всім вдавалося прожити гладіатором і звичайних десяти років. Зустрічаються такі епітафії: «Македону, фракійцю, новобранцю з Александрії, весь загін фракійців. Жив 20 років, 8 місяців, 12 днів». Надгробний напис з Флоренції оповідає про іншого гладіатора, який провів тринадцять боїв та загинув у віці 22 років, залишивши дружину з двома дітьми. Ще один гладіатор, Главкон, загинув на восьмому двобою, проживши 23 роки.

## Організація ігор
Ігри з участю гладіаторів, атлетів та диких звірів (munus, множина — munera) часто тривали багато днів, а в особливо урочистих випадках могли затягатися на тижні. Вони могли містити у собі як двобої, так і міні-битви за участі десятків бійців. Деякі з них були подібні сучасним історичним реконструкціям, зображаючи у мініатюрі історичні битви з максимально можливим відтворенням історичних костюмів, зброї та обладунків. Проте, на відміну від сучасних театралізованих вистав, такі бої були вельми жорстокими — багато які учасники «реконструкції» гинули.
Організація гладіаторських боїв була справою недешевою і була під силу лише дійсно заможним римлянам. Влаштуванням ігор займалася спеціальна особа — едитор (editor), відома також як «мунерарій» (munerarius). Едиторами за часів Республіки були багаті патриції та посадовці. На відміну від «ганебного» ремесла ланісти, бути едитором не вважалось чимось соромним, так само як і відвідувати гладіаторські бої. Едитори орендували або купували бійців у ланісти на період ігор, оговорюючи у договорі кількість і тип гладіаторів. У разі оренди едитор платив повну вартість тільки за вбитих і часткову — для вижилих. Так, один зі збережених документів повідомляє середню ціну за вбитого або важкопораненого гладіатора — 4 000 сестерціїв. Ясно, що ні едитор, ні ланіста не були зацікавлені у масовій загибелі бійців-професіоналів на арені, які були для них джерелом прибутків.
В часи Імперії приватні особи вже практично не проводили ігор. Високий рівень витрат і численні обмеження і заборони Сенату (адже гладіаторські бої були досить потужним важелем впливу на населення) зробили проведення гладіаторських ігор прерогативою імператорів. В Імперський період едитором ігор у місті Римі був, як правило, сам імператор. Проте, безпосередні обов'язки організатрів покладали на міських урядовців — преторів або квесторів, вони не мали фінансових проблем з найманням гладіаторів, адже частина шкіл була власністю імператора. У провінції влаштовували ігри магістрати, які виділяли на це гроші зі скарбниці, що іноді спричинювало фінансові труднощі. Провінційним едиторам доводилося наймати бійців у провінційних же ланіст, рівень підготовки їх був вельми невисоким і не надавав тієї видовищності на арені, яку могли показати гладіатори прославлених шкіл. Іноді влаштуванням ігор займалися не дуже сумлінні люди. Так, у 27 році н. е. у Фіденах, містечці під Римом, вільновідпущеник Атілій збудував дерев'яний амфітеатр, вирішивши зайнятися видовищним «бізнесом». Якість побудови виявилася низькою. Під час вистави трибуни обвалилися, загинуло 20 000 осіб, і близько 30 000 були покалічені. У зв'язку з цим Сенат постановив будувати амфітеатри тільки після дослідження ґрунту і заборонив проведення гладіаторських ігор особам, чиє майно оцінювалося у менш ніж 400 000 сестерціїв.

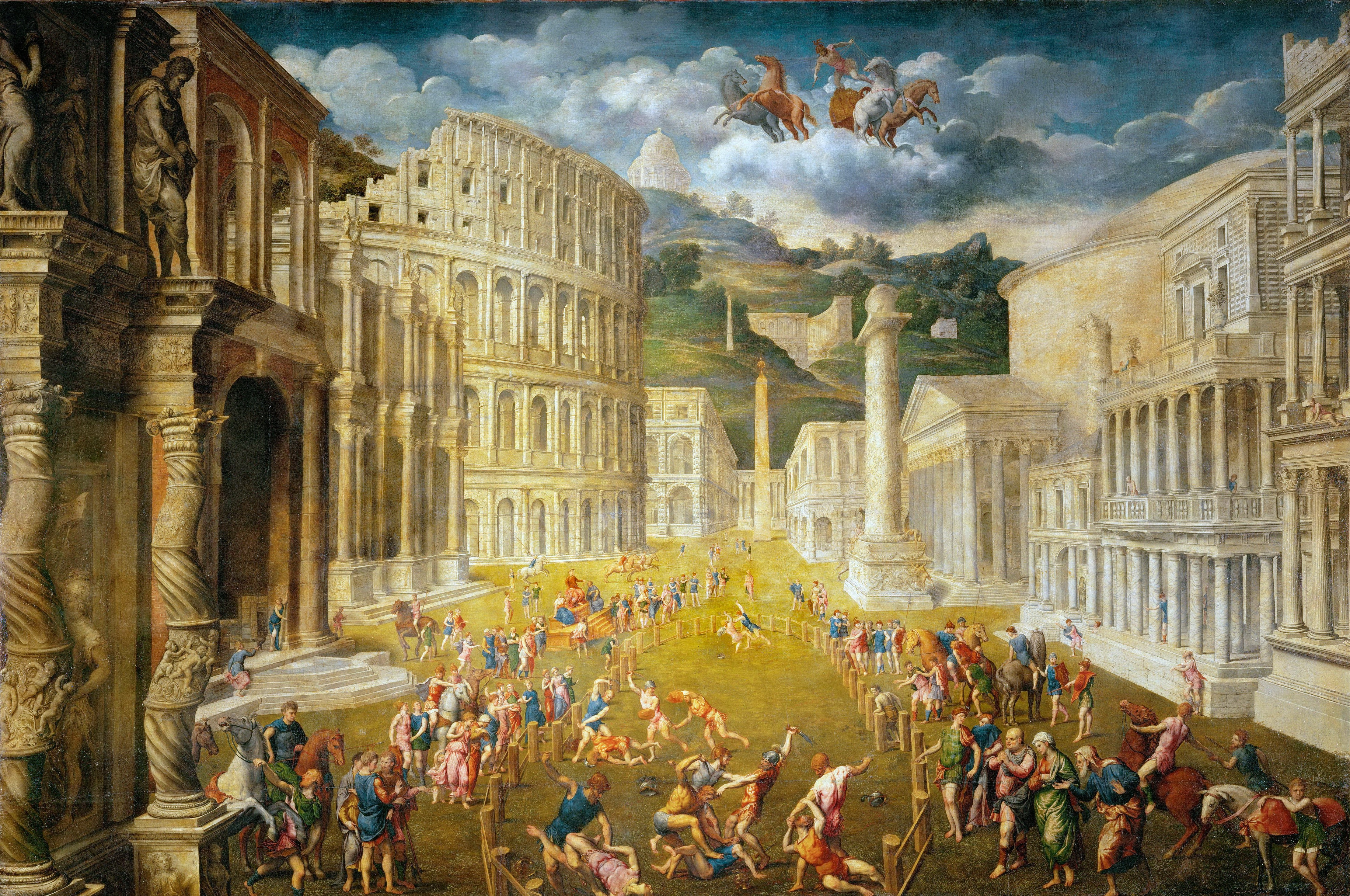
Паріс Бордоне «Битва гладіаторів», 1560

Про проведення ігор повідомляли населення спеціальними оголошеннями (edicta muneris). Вони писалися червоною фарбою на стінах будинків і громадських будівель, читалися глашатаями на площах. У них вказували: подію, з нагоди якої влаштовують ігри, ім'я едитора, кількість пар гладіаторів та найменування їхнього загону (familia gladiatoria), а також перелічували інші елементи програми (цькування звірів, страти злочинців, виступи спортсменів), давали іншу додаткову інфомацію, наприклад, про «бонуси» глядачам (безкоштовні тенти, їжа, подарунки, розбризкування на трибунах парфумів). Такі оголошення знаходять зараз на стінах будинків у Помпеях. Іноді такі «афіші» робили довговічнішими — у техніці мозаїки. Одна з них, знайдена у Сусі (Туніс), яка підносит хвалу едитору Магерію та влаштованим ним іграм, містячи також зображення леопардів, яких мали вбити на арені.
Окрім написів-оголошень, існували також листки з подробицями стосовно ігор — аналог сучасних програмок. Вони містили імена гладіаторів, тип озброєння та перелік їхніх перемог.
Уживалися заходи безпеки: сутички між уболівальниками могли привести до серйозних заворушень. Як пише Тацит в «Анналах»: «Почавшись з дрібниці під час вистави гладіаторів… спалахнуло жорстоке побоїще між жителями Нуцерії і Помпей… Задираючи одні одних насмішками і образами, вони потому схопилися за каміння і нарешті, за зброю, причому верх взяла помпейська чернь, у місті якої давали ігри».

## День ігор

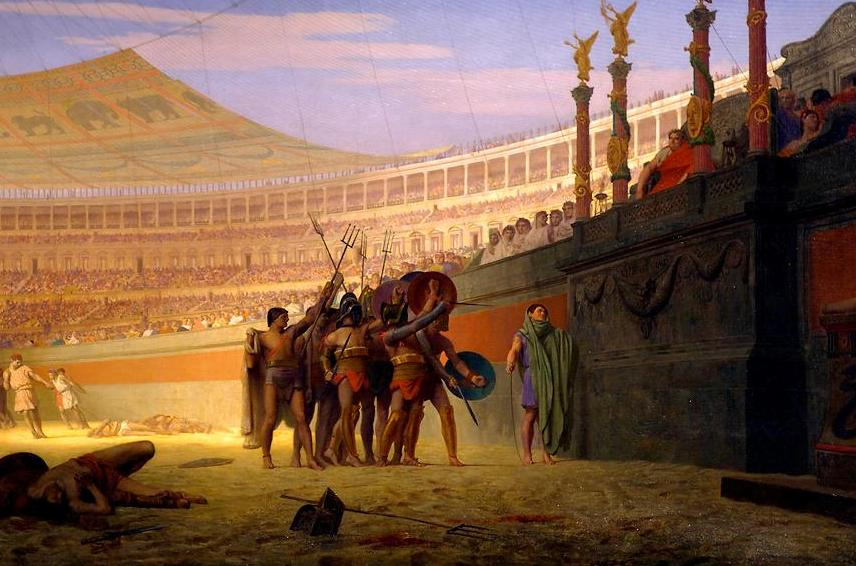
Вітання гладіаторів на картині Ж.-Л. Жерома «Ave Caesar Morituri te Salutant»

### Початок
Вистава відкривалася урочистою процесією — помпою (pompa). Спочатку на арені з'являлися ліктори — охоронці едитора. За ними йшли трубачі (тубіцени, корніцени, буцинатори) та носильники, які несли ноші (fericulum) зі статуями богів-оборонців міста. Далі несли таблички з переліком вироків злочинцям та вказанням пар бійців. Потім на арену виходив сам едитор з помічниками, які несли обладунки гладіаторів. Вони йшли останніми, без обладунків, щоб продемонструвати публіці свої обличчя та м'язи. Учасники параду, часто убрані золотом та сріблом, являли надзвичайно ефектне видовище. У разі присутності на іграх імператора гладіатори урочисто вітали його, показуючи свою відданість та готовність до смерті. Крилатим стало вітання «Ave, Caesar, morituri te salutant» («Слава тобі, кесарю, приречені на смерть вітають тебе!» або «Привіт, Кесарю, смертники віддають тобі честь»), відоме також в іншому варіанті — «Ave, Imperator, morituri te salutant» («Привіт, Імператоре, смертники віддають тобі честь»). Згідно з свідченням Светонія, ця фраза була звичайним вітанням гладіаторів за часів імператора Клавдія.

### Вистави перед боями
Першим у програмі ігор стояло цькування диких звірів або венація (venatio). Після виступу венаторів зазвичай проводилися страти злочинців, яких засудили до розтерзання звірами. Їх могли просто кинути беззахисними перед хижаками, а могли дати спис або меч, що приречений міг відстрочити свою загибель. Чимало ранніх християн кінчили своє життя на аренах римських цирків, розтерзані звірами. Виводили звірів на арену та нацьковували їх на засуджених служителі цирку, які звалися «лораріями» (lorarii, від lorum — «канчук»). Засуджених зі зброєю могли виставити й проти професійних гладіаторів (ad ludum gladiatorium).

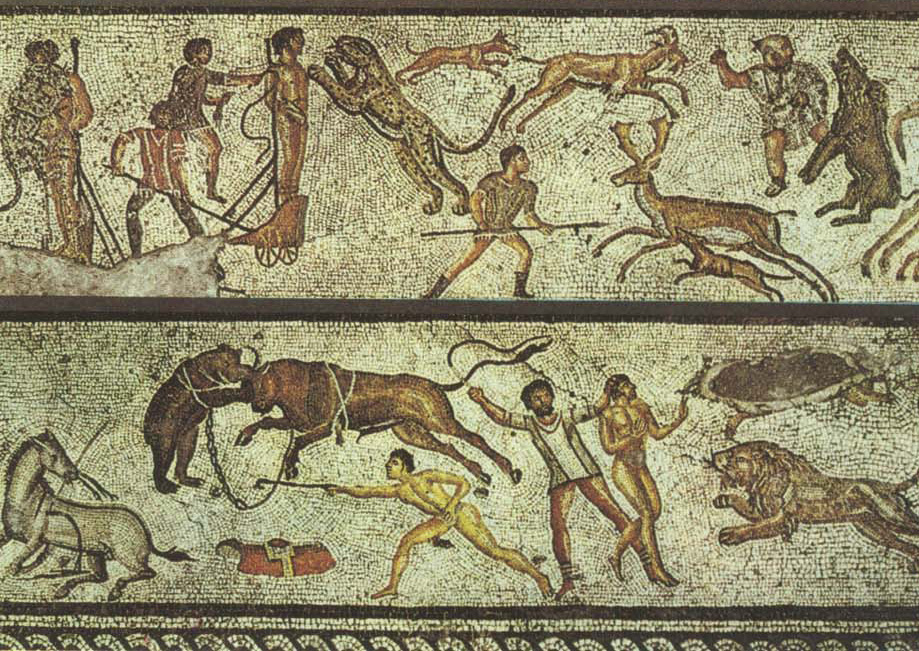
Цькування звірів та страта злочинців в амфітеатрі. Мозаїка зі Злітена (Лівія)

Потім, близько полудня, під акомпанемент труб, цимбал та водяних органів проводилися жартівливі битви бійців-блазнів з дерев'яною зброєю, які звалися «пегніаріями». Їхні захисні обладунки складалися з обмоток, а зброєю слугували палиці (або дерев'яні мечі-рудиси) та батоги. У середині дня також могли вчиняти і страти злочинців, які представляли як театралізоване дійство, що зображало якийсь сюжет з міфології.
Вбивства тварин та злочинців, які проводилися у першій половині дня, мали збудити глядачів, розгарячити кров перед основною частиною програми ігор — безпосередньо гладіаторських боїв. Вони починалися з розминки (prolusio), у який бійці билися навчальною зброєю (arma lusoria) — дерев'яними мечами-рудисами та палицями. Іноді проводилися змагання відомих фехтувальників.
Потім гучно трубили труби, і дерев'яна зброя змінялася справжньою: починалися самі гладіаторські бої. У документах містяться згадки про бій, учасники якого билися «гострою зброєю», з чого можна дійти висновку, що у боях використовували і тупу. Такі бої були відносно безпечними.

### Бій на арені

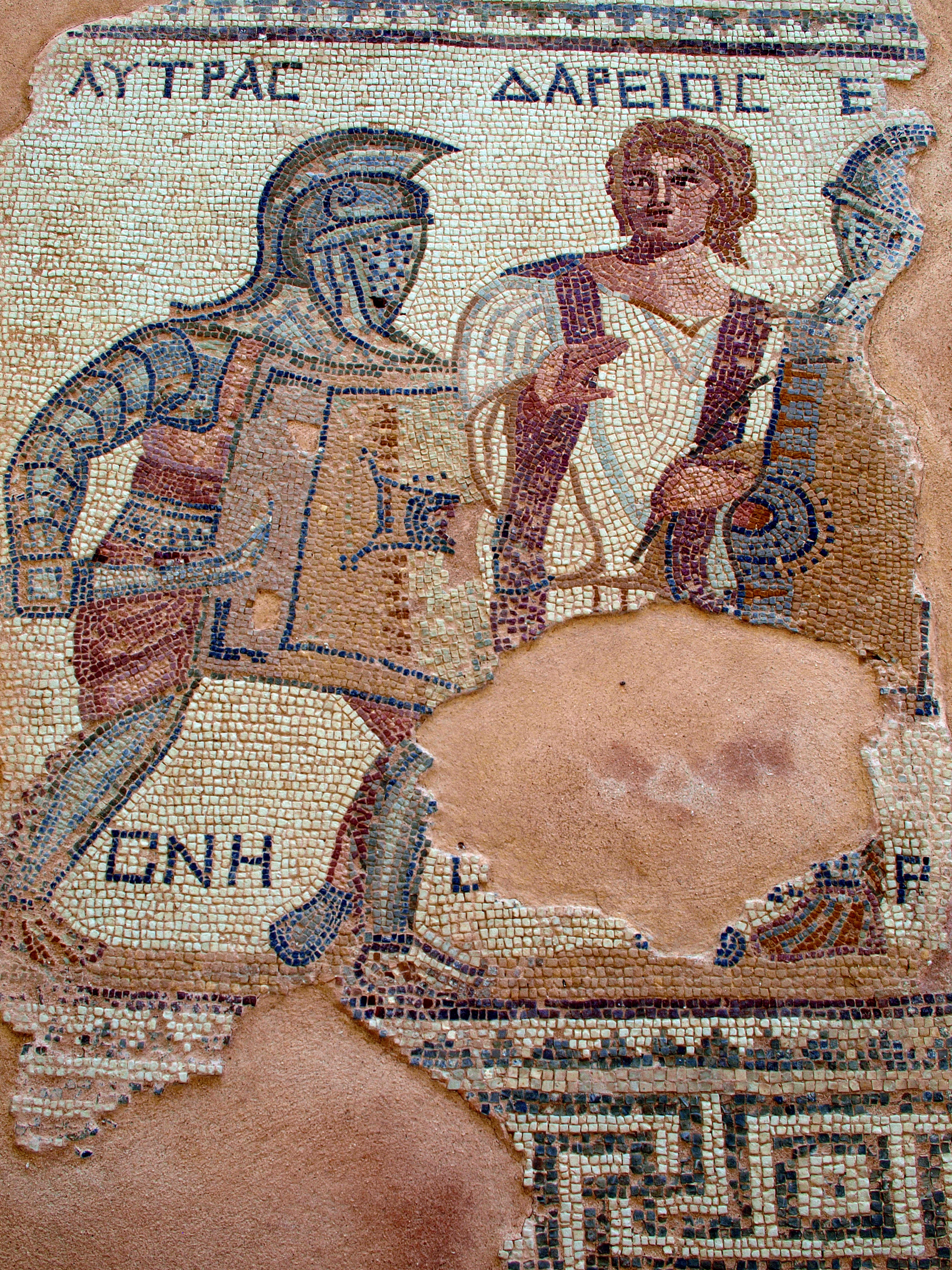
Суддя зупиняє сутичку фракійця і провокатора. Мозаїка з Куріона (Кіпр)

Тож, у другій половині дня, під звуки труб на арені з'являлися й гладіатори. Окрім них, там були присутні головний суддя (summa rudis) та його помічник (secunda rudis), а також служителі-лорарії, які підганяли малопідготованих гладіаторів канчуками. Неодмінним приладом суддів були кийки, якими вони зупиняли бійців у разі порушення ними правил. За знаком едитора (signum pugnae) бої починалися, як правило, з кінних гладіаторів-еквітів. Далі йшли групова сутичка гладіаторів-початківців, так званих грегаріїв (gregarii) та двобої, у яких билися найліпше підготовані гладіатори.
Перед початком двобою глашатай оголошував імена бійців та перелік їхніх перемог. Бойове спорядження учасників могло бути однаковим, проте, частіше гладіатори билися у різних обладунках та різною зброєю — у такому разі тактика їхнього бою була вельми різною (див. «Типи гладіаторів»). Слід зауважити, що обладунки кожного типу гладіаторів мали вразливі місця, проте, все було влаштоване таким чином, щоб виключити швидку перемогу одної зі сторін і урівноважити їхні можливості. Під час бою було неможливо наперед передбачити майбутнього переможця, що під'юджувало інтерес глядачів. Груди бійців були частіше за все незахищеними, проте, вразити їх під час бою при захищених кінцівках було вельми складною задачею. Це розуміло під собою вправне ведення бою, майстерне володіння зброєю, яке не тільки сприяло перемозі, але й викликало захоплення публіки. Звичайне, фехтування у сучасному розумінні цього слова за тих часів не існувало. Основним прийомом бою, як і у римській армії, був колольний удар, для парирування яких застосовували щит, а ті гладіатори, що його не мали, відбивали удари клинком або держаком тризубця чи списа. Найбільшу перевагу для всіх типів гладіаторів давала лівобічна стійка з повернутим під кутом 45° до противника корпусом. Вона уможливлювала як завдавати, так і парирувати міцні удари, особливо якщо для захисту використовували щит. Якщо боєць злегка присідав, щит повністю закривав тіло від нижнього краю забрала до верхніх кінців поножів. У цьому положенні рука з мечем була на рівні стегна. Щоб не відкрити себе противнику, удар старалися завдавати поверх щита, або робили випад, відводячи щит убік. Двобій тривав у середньому 15-20 хвилин, отже, за годину встигали провести 2-3. У разі ламання зброї або затягання двобою судді оголошували перерву (dilidium).

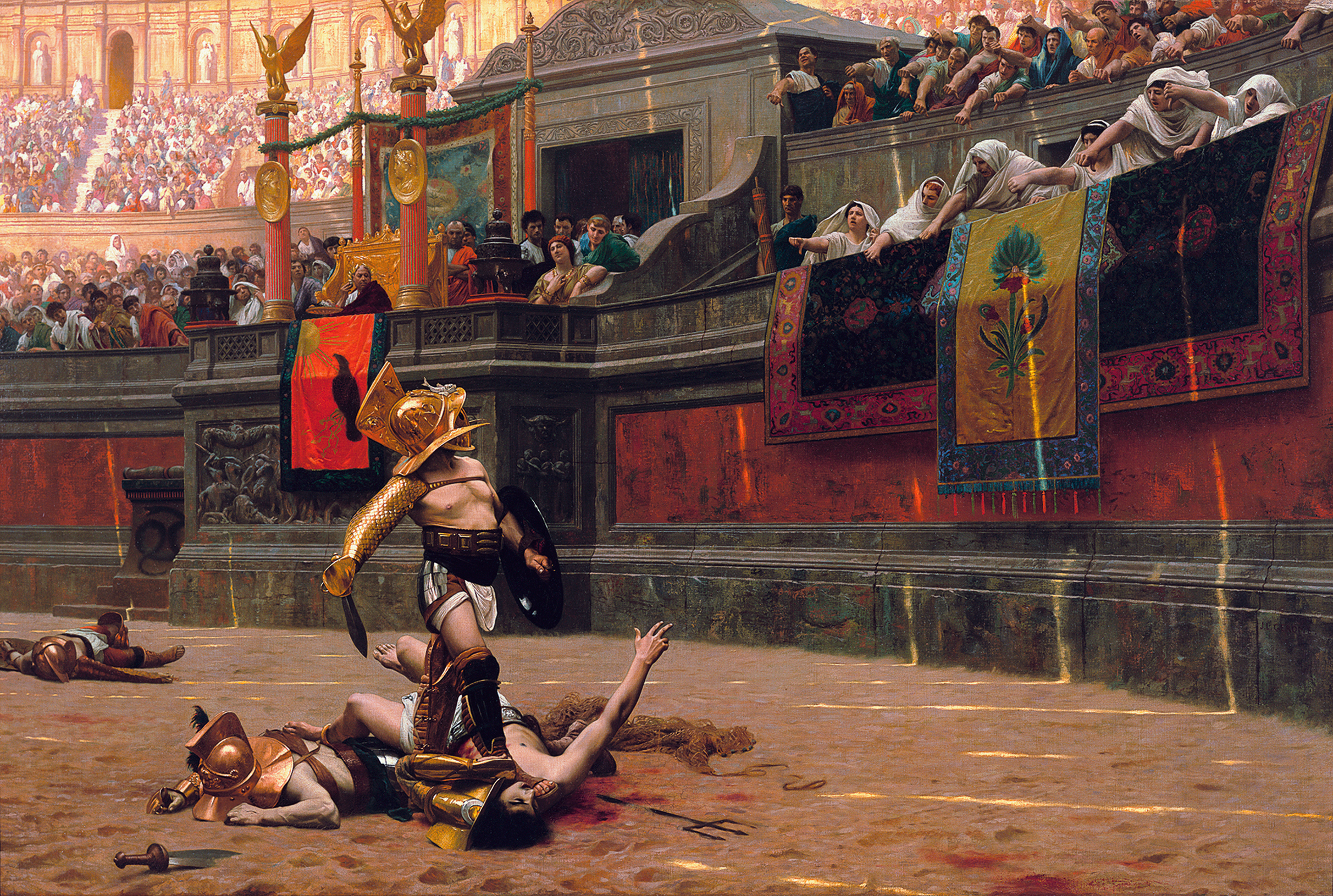
«Голосування» глядачів на картині Ж.-Л. Жерома Pollice Verso

Бій вважали завершеним, якщо один з противників зазнавав смертельної рани чи не міг далі битися. В такому випадку переможений кидав щит (зброю) і підіймав догори руку з витягнутим пальцем — це було знаком прохання про пощаду (звідси й вислів pugnare ad digitum — «битися до пальця»). Суддя ставав між супротивниками і припиняв сутичку. Доля переможеного залежала від едитора, який опирався на думку глядачів. Якщо він заслужив доблесним опором їхню симпатію, йому зберігали життя, у протилежному випадку переможець добивав його. Поширена думка, що знаком прихильності глядачів (missio) були повернуті догори великі пальці, а перевернуті пальці (pollice verso) означали вимогу добити переможеного. Проте, вислів pollice verso можна розуміти скоріше не як «великим пальцем донизу», а як «виставленим великим пальцем». Отже, зараз вважають, що рука з виставленим пальцем була знаком добити переможеного (можливо, символізуючи собою клинок), у той час як жестом помилування був палець, схований у кулак (pollice compresso), який символізував меч у піхвах. У латині навіть існувала фраза «Pollice compresso favor iudicabatur» («Прихильність проявляється прихованим великим пальцем»).Згідно з деякими римськими авторами, жестом помилування була права рука, стиснута у кулак, а відмова гладіатору у помилуванні — витягнута рука. Глядачі також могли голосувати й криками і маханням хустками. Втім, публіка вирішувала долю переможеного лише у провінції, у разі присутності імператора він сам являв свою волю, ймовірно, виставляючи великий палець убік та торкаючись ним шиї, мов показуючи місце останнього удару. Умови деяких гладіаторських боїв не припускали можливості помилування переможених — так звані бої «без відпуску» (sine missione), тобто з арени міг піти живим лише переможець. Якщо пораненого прирекали на смерть, він повинен був стати на коліна перед переможцем і отримати останній удар у горло або спину, «прийняти залізо» (recipere ferrum). На деяких знайдених скелетах гладіаторів кістки мають пошкодження, які свідчать про рани, завдані через лопатку до серця. Хто програв битву, той був зобов'язаний прийняти смерть достойно, звідси й вираз, що йде від античних авторів — «Померти як гладіатор». Втім, черепи деяких гладіаторів мають великі квадратні отвори, зроблені молотом. Подібне умертвіння практикувалося тоді, коли переможений був не у силах піднятися. У деяких випадках суддя міг оголосити нічию (stantes missi).

### Після бою

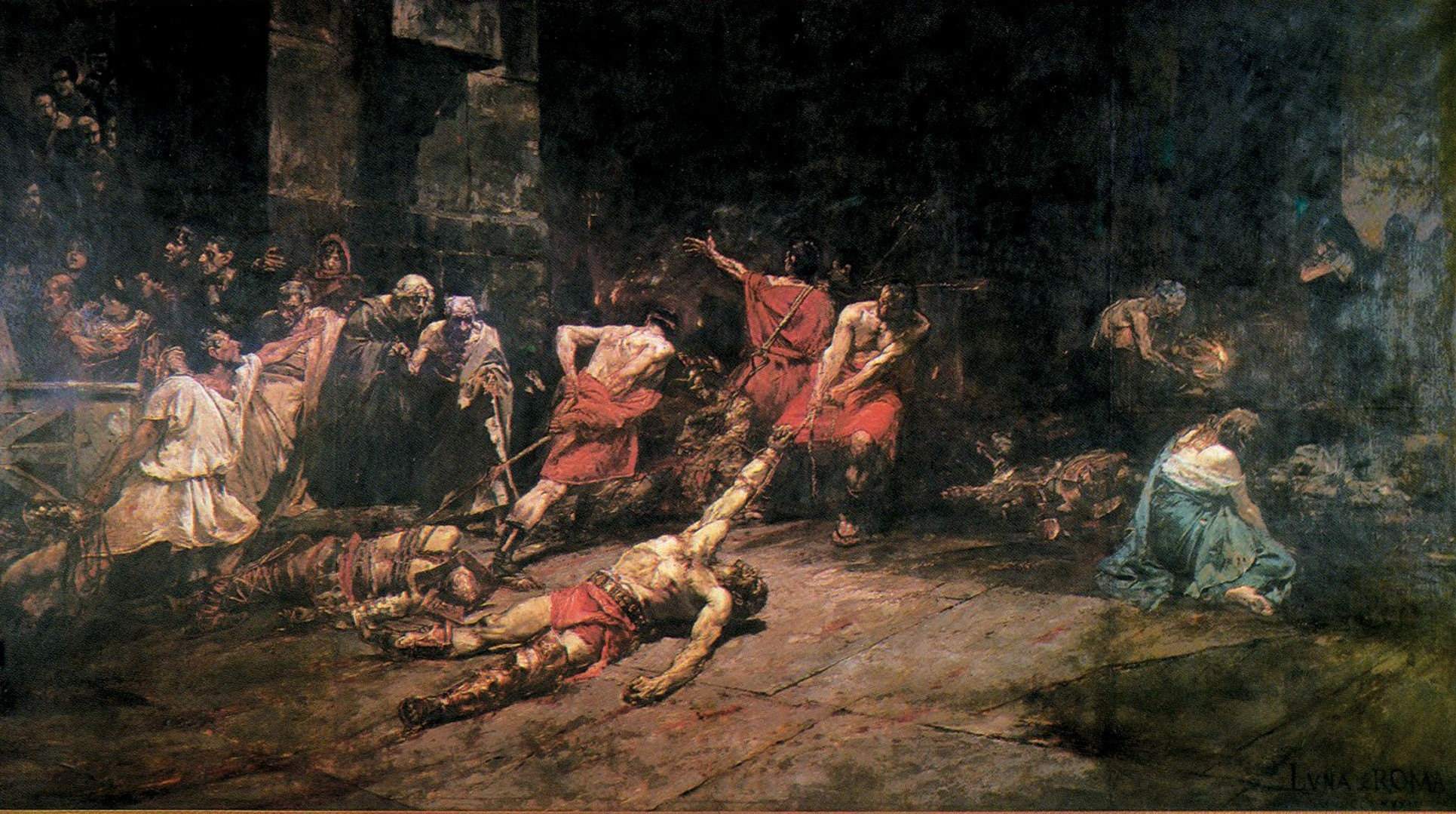
Прибирання тіл убитих гладіаторів на картині Х. Луни Споліарій

Нагородою переможцю зазвичай була пальмова гілка (palma), наявність якої зазначали на надгробках гладіаторів. На деяких пам'ятниках присутні навіть кілька таких гілок. Іншими нагородами були лавровий вінок (corona laurea), намисто (torques), або «чиста гаста» (hasta pura), які вручали й легіонерам за військові заслуги. Вручалася також премія, яка належала повністю гладіатору, навіть невільнику. Величина її залежала від стану бійця: раб отримував гроші у розмірі своєї ринкової вартості, ауктор — не більш одної чверті своєї вступної премії (тобто не більш 500 сестерціїв). Гроші підносили на тарелях, які теж вважалися частиною призу. Іноді гладіатори отримували щедріші дари. Так, одного разу Нерон нагородив мірмілона Спікула будинками та маєтками. Але найбільш цінною нагородою, як і найбільш рідкісною, був, звичайно, дерев'яний меч-рудис (rudis) — відзнака звільненого гладіатора. Його вручали на вимогу публіки за багаторазові перемоги. У цьому разі едитор, який найняв бійця в ланісти, мусив заплатити останньому повну вартість гладіатора, який відпускався на волю. Звільнений гладіатор-рудіарій присвячував свою бойову зброю в храм Геркулеса, йшов тренером у гладіаторську школу, у вчителі фехтування багатим римлянам або й далі виступав на арені, тепер уже як ауктор — зі значними гонорарами.
Отримавши нагороду, переможець робив коло по арені, махаючи пальмовою гілкою. Потім переможці залишали амфітеатр через Тріумфальні Ворота (Porta Triumphalis). Результат кожного бою відмічався у послужному списку гладіатора. Скорочення від таких поміток зустрічаються на рельєфах і графіті у Помпеях: V — vicit («переміг»), М — missus («відпущений, що просив помилування лежачи»), Р — perit («загинув»), ST.M — stans missus («відпущений, що просив помилування стоячи» або «зіграв внічию»), М.Р — missus, pent («відпущений, але помер від ран»).

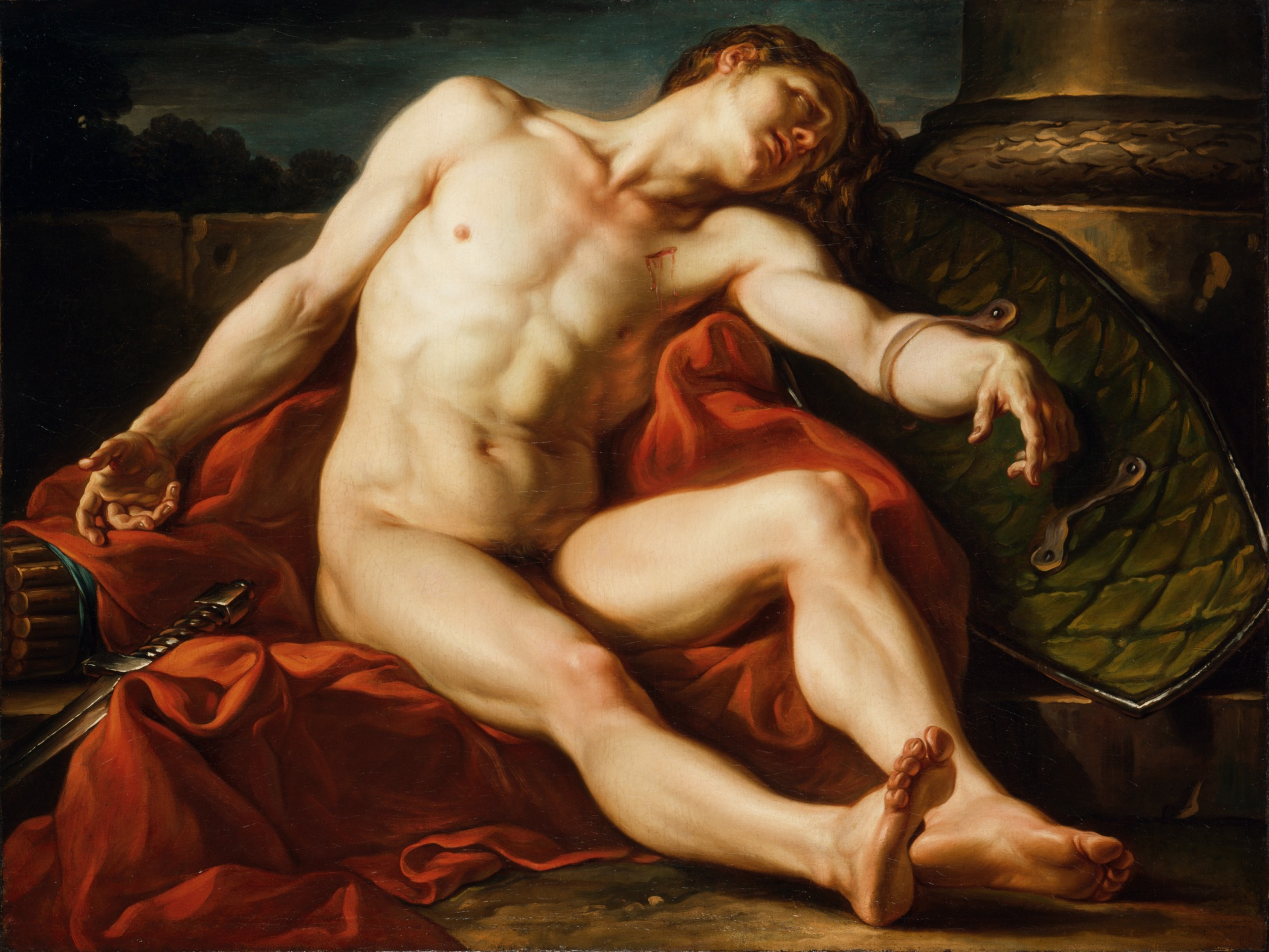
Ж.-С. Бертелемі. «Смерть гладіатора», 1773

Поранених та вбитих гладіаторів відносили з арени служителі-лорарії до спеціального приміщення — споліарію (spoliarium). Для віднесення тіл загиблих амфітеатри мали спеціальні ворота, які знаходилися навпроти Тріумфальних Воріт — «Ворота Смерті» або «Лібітінині Ворота» (Porta Libitinensis), названі на честь богині смерті та поховання Лібітіни. Прибирання тіл було обставлене як театральна вистава: лорарії були одягнуті у чорний одяг, зображали бога Меркурія — провідника душ померлих, або Харона — перевізника через Стікс. Добивання поранених молотами теж могло мати міфологічний підтекст, бо молот вважався знаряддям Харуна — етруського бога смерті, образ якого надалі змішався з образом давньогрецького Харона. Якщо учасниками бою були засуджені на смерть злочинці, їх, скоріше за все, відтягали спеціальними гаками, попередньо торкнувшись трупів розжареним залізом, щоб переконатися у їхній смерті. Проте, з тілами професіональних бійців поводилися з пошаною, вчиняли урочисті похорони, ставили їм надгробки з епітафіями. Пораненим бійцям надавали медичну допомогу, нерідко до їхніх послуг були вельми кваліфіковані лікарі — як, наприклад, знаменитий Клавдій Гален. У віці 28 років він був призначений лікарем до гладіаторської школи у місті Пергамі. Пізніше, вже ставши придворним лікарем, він згадував, що жоден його пацієнт-гладіатор не помер від ран, хоча доти смертельні випадки траплялися дуже часто. У його творах згадано багато хірургічних випадків, прямо пов'язаних з гладіаторськими пораненнями — приміром, вправляння кишок. Щойно виявлені у похованні поблизу Ефеса останки гладіаторів показують сліди ретельного лікування: при житті багато з похованих отримали кілька серйозних ран, проте їм вдалося вижити.

## Навмахія
Навма́хія (naumachia, від грец. ναυμαχία, буквально — «морський бій») — вистава, яка зображала морський бій, з елементами гладіаторських боїв.

## Венація

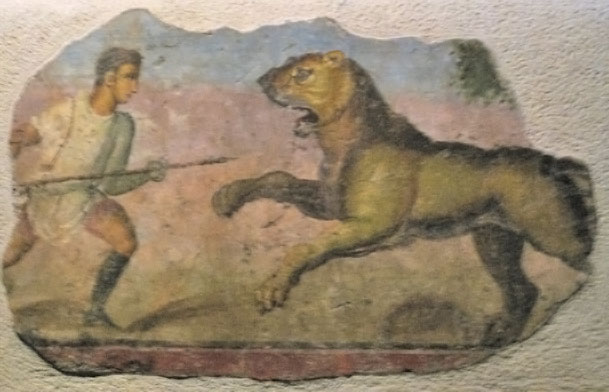
Битва з хижаком. Давньоримська фреска

Вена́ція або вена́ціо, вена́тіо (venatio) — цькування тварин або бій хижаків з гладіаторами-бестіаріями. Буквально означає «полювання». Гладіатори-бестіарії билися у тісному контакті зі звірами, орудуючи як списом, так і мечем. Окрім таких боїв, існували вистави, які зображали полювання тварин. Учасники цих дійств, венатори, на відміну від бестіаріїв, уражали звірів стрілами або списами з безпечної відстані й радше були схожими на сучасних іспанських тореадорів. Також венатори могли демонструвати публіці різноманітні трюки з тваринами, подібно цирковим приборкувачам.

## Термінологія гладіаторських боїв
- Ad ludum gladiatorium — «до ігри гладіаторів», направлення засудженого на бій з професіональними гладіаторами
- Ad ludum venatorium — «до ігри мисливської», направлення засудженого на бій з хижаками
- Dilidium — перерва, «тайм-аут», оголошуваний суддею у разі тривання двобою понад належні 15—20 хвилин
- Discrimina ordinum — згідно з Тацитом («Аннали», 13:54), порядок, за яким глядачі займали свої місця в амфітеатрі.
- Edictum muneris — оголошення про гладіаторські ігри
- Familia gladiatoria — всі гладіатори, які числилися у гладіаторській школі. Буквально — «гладіаторська родина»
- Habet! — вигук, яким глядачі супроводжували вдалий удар. Буквально — «Має!», «Отримав!»
- Harena, arena — місце, посипане піском у середині амфітеатру, де відбувалися бої
- Liberatio — звільнення гладіатора-раба на бажання глядачів.
- Ludus gladiatorium — гладіаторський бій у вузькому смислі, тобто сутичка між озброєними людьми
- Ludus venatorium (venatio) — бій озброєних людей з хижаками, цькування звірів
- Missio — пощада, дана переможеному гладіатору
- Missus — переможений гладіатор, якому дароване життя
- Munus (множина — munera) — ігри на арені амфітеатру, які тривали кілька днів, навіть іноді тижнями та місяцями. Класичні «повні ігри» (munus plena) включали у собі цькування хижаків, страти злочинців, бої гладіаторів та інші вистави.
- Stans missus — термін, який уживався щодо помилуваного гладіатора, який не впав не землю. Буквально — «стоячий відпущений», «стоячий помилуваний»
- Pollice compresso — руки з прихованим великим пальцем, знак глядачів (або едитора, імператора) помилувати переможеного гладіатора. Буквально — «затиснутим великим пальцем»
- Pollice verso — руки з виставленим великим пальцем, знак глядачів (або едитора, імператора) добити переможеного гладіатора. Буквально — «виставленим великим пальцем»
- Pompa — урочистий вихід гладіаторів перед початком ігор, у супроводі едитора.
- Pugnare ad digitum — правило, яке вимагало, щоб бій тривав доти, доки переможений попросить пощади, піднявши палець. Буквально — «битися до пальця».
- Recipere ferrum — вислів, який буквально значить «прийняти залізо». Приречений до смерті гладіатор повинен був підставити шию під удар клинка та мужньо прийняти смерть.
- Signum pugnae — буквально «знак до бійки», гасло починати бій. Подавалося едитором. Форма гасла неясна, можливо, воно було різним.
- Sine missione — буквально «без відпуску», «без пощади». Умова бою, за якою переможений мав бути добитим, а з арени йшли живими лише переможці.
- Spectacula — глядацькі місця, а також самі видовища на арені
- Stantes missi — нічия у гладіаторському двобою, яку міг оголосити суддя. Буквально — «стоячі помилувані», «стоячі відпущені».
- Tiro — гладіатор, який уперше вийшов на арену.
- Venator — учасник венації, цькування звірів, буквально — «мисливець». На відміну від бестіаріїв, зазвичай не вступав у безпосередній контакт з хижаками.
- Veteranus — гладіатор з досвідом боїв на арені[6].

## Відомі гладіатори
- Спартак — керівник повстання у 73—71 роках до н. е., мабуть, найвідоміший гладіатор.
- Крікс — соратник Спартака.
- Гай Ганнік — соратник Спартака, який загинув незадовго до придушення повстання.
- Каст — соратник Спартака, який загинув незадовго до придушення повстання.
- Еномай — соратник Спартака, який загинув на ранньому етапі повстання.
- Публіпор — єдиний соратник Спартака, якому вдалося вижити.
- Фламма — відомий гладіатор-скісор родом з Сирії.

Проте найвідомішим гладіатором після Спартака вважають імператора Коммода (можливо, позашлюбного сина гладіатора). Він провів 735 боїв.

## Феномен гладіаторських боїв
Може здатися дивним, як римляни, творці великої цивілізації, стільки століть мирилися з існуванням такого жорстокого «спорту», як гладіаторські бої. Проте слід зважити на відмінності у менталітеті сучасної людини та давніх, для яких криваві побоїща були нормальним явищем. Не варто забувати, що римське суспільство відрізнялося взагалі певною суворістю, байдужістю до страждань (згадаймо дисципліну в римській армії). Марк Тулій Цицерон, римський оратор та філософ, стверджував: «ніякий урок долання болю та смерті не може діяти ефективніше, якщо він звернений не через вуха, а через очі». Отже, видовище жорстокого бою на арені могло сприяти виховуванню стійкості молодих римлян, які мали служити в армії. Пліній Молодший писав, що воно «здатне запалити мужні душі видом ран і презирством до смерті, вимушуючи виникати у душах рабів та злочинців любов до слави і бажання перемоги».
На тлі цього римська публіка, яка вимагала смерті переможеного гладіатора, не виглядає такою жорстокою. Вона не милувала слабкого, подібно суворим законам війни, зате могла оцінити хоробрість і не віддавала на смерть відважного бійця.
Без сумніву, римляни любили криваві вистави. Проте, не слід забувати, що ще двісті років тому публічні страти не викликали відрази у представників різних верств населення просвіченої Європи, які розглядали їх як розвагу, веселу виставу. Практично невідрізнювана від давньоримської «венації» сучасна іспанська корида, де кілька професіоналів разом вбивають бика на потіху глядачам. Втім, за словами французького антикознавця Ж.-Н. Робера, вона є «лише блідим відблиском минулої величі». І сучасним людям бракує гострих відчуттів, це проявляється у значній популярності жорстоких фільмів, боксерських двобоїв і навіть нелегальних «боїв без правил», які можуть вважатися прямими нащадками гладіаторських. Футбольні матчі, які займають те ж місце у сучасному суспільстві, що й бої гладіаторів у Римі, але вони не можуть повністю задовольнити подібні пристрасті. Як свідчить журнал Maxim, багато італійців втомилися від футболу і не проти замінити його на гладіаторські бої. При цьому 15 % опитаних вважають їх приємним і цілком нормальним видовищем, яке мало чим відрізняється від спортивної боротьби.

## Сучасні реконструкції гладіаторських боїв
Оскільки у сучасному суспільстві пробуджується інтерес до гладіаторських ігор, у різних країнах ентузіасти влаштовують реконструкції гладіаторських боїв — подібно іншим історичним реконструкціям. Двобої сучасних гладіаторів, через їхню «безкровність» та низький рівень підготовки аматорів, звичайно ж, не передають враження від кривавих боїв Стародавнього Риму, проте вони теж знаходять свого глядача. В Італії з 1993 року навіть були відкриті сучасні гладіаторські школи-«луди» — у Комо, Бергамо та у Римі. Одна з них знаходиться на Аппієвій дорозі. У ній можна побачити зразки римського одягу, військові машини, ознайомитися з організацією гладіаторських боїв, з музичними інструментами, зброєю, кулінарією тощо. Курс підготовки сучасного «гладіатора» триває два місяці. Він включає теоретичні заняття й тренувальні бої на арені. По закінченні випускник одержує диплом новачка-гладіатора. У Німеччині засновником клубу реконструкції гладіаторських боїв Familia Gladiatoria Pulli Cornicinis («Гладіаторський загін рогатого півня») є історик Маркус Юнкельман (Marcus Junkelmann) — спеціаліст з історії Стародавнього Риму та автор кількох праць, присвячених гладіаторам.

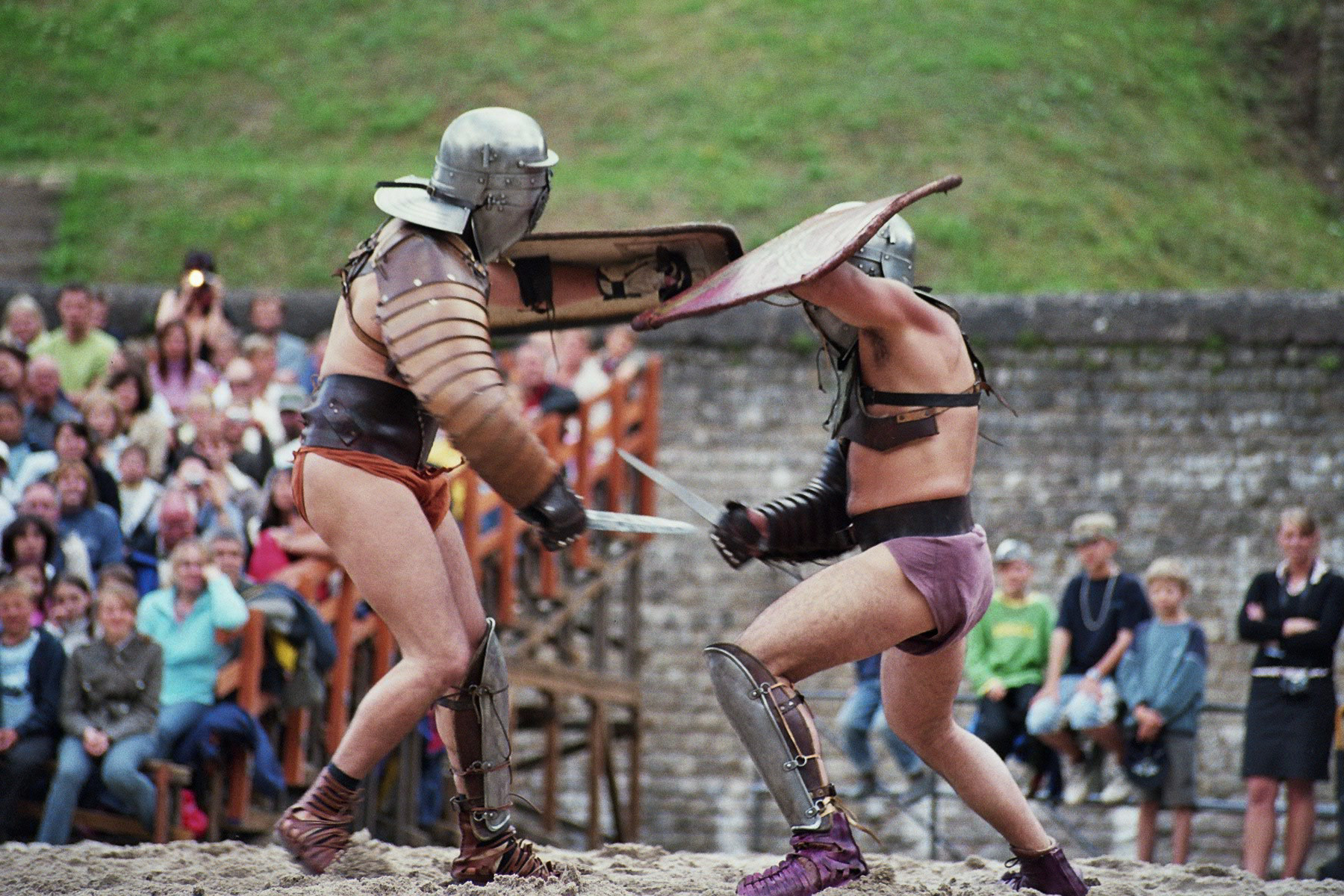
Реконструкція гладіаторського бою у Трірі (Німеччина), 2005 рік
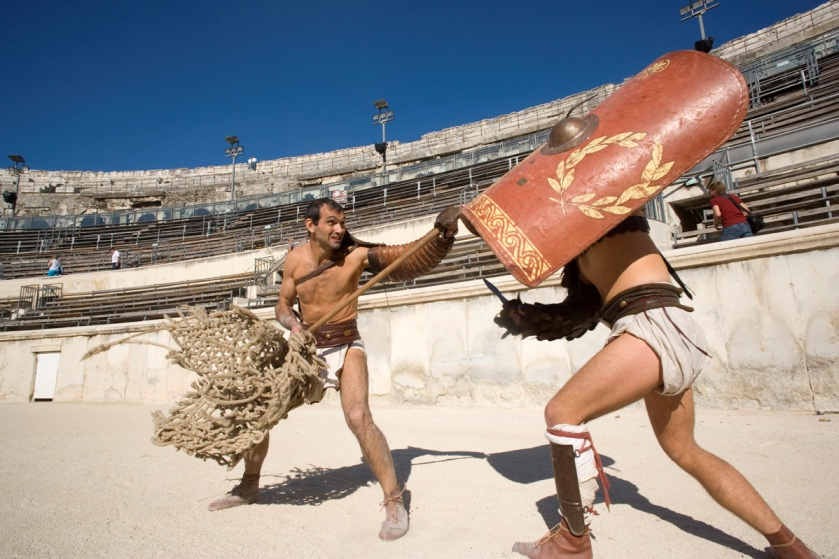
Реконструкція гладіаторського бою у Німі (Франція), 2005 рік
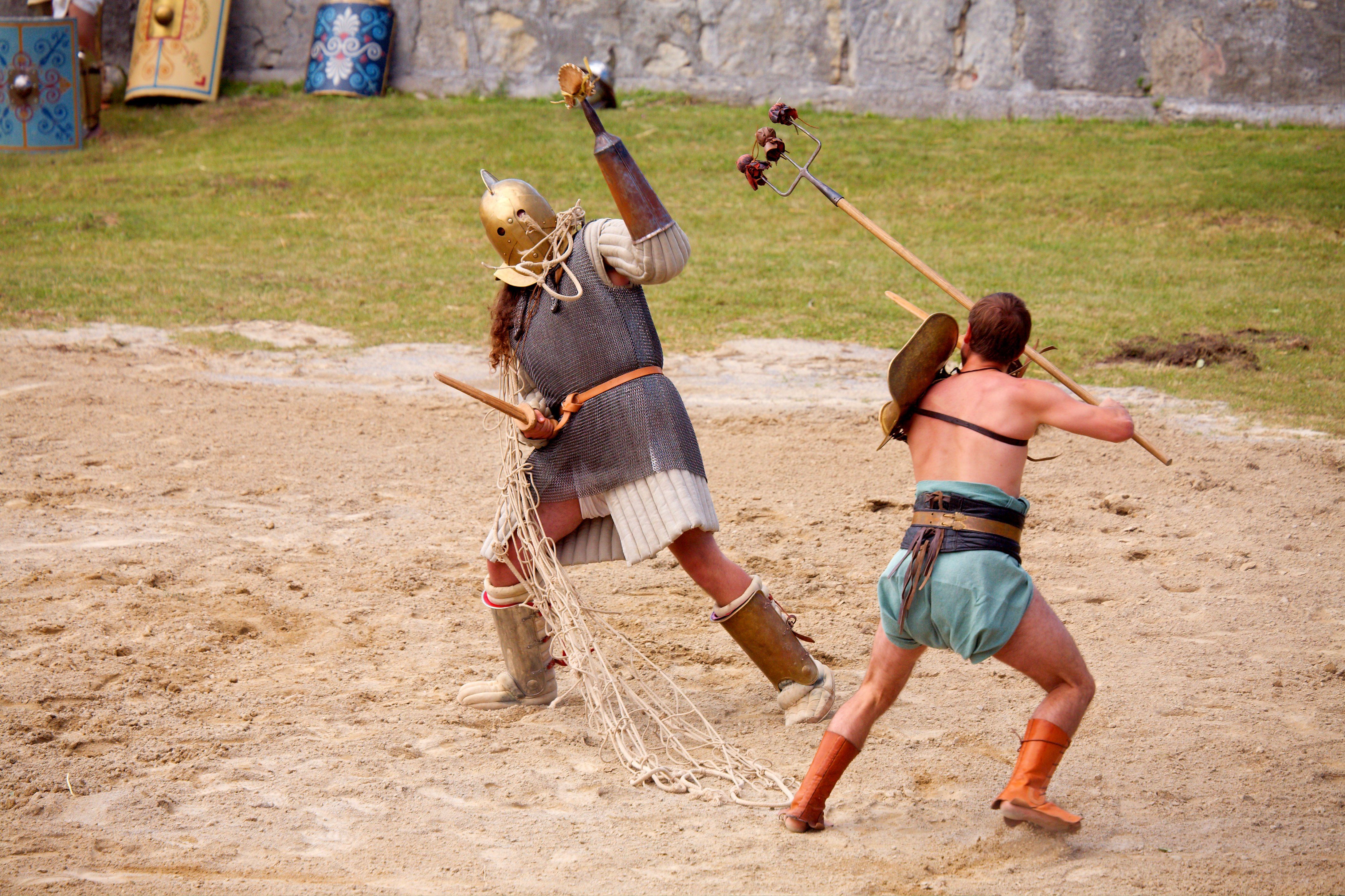
Реконструкція гладіаторського бою скісора і ретіарія в Карнунті (Австрія), 2007 рік
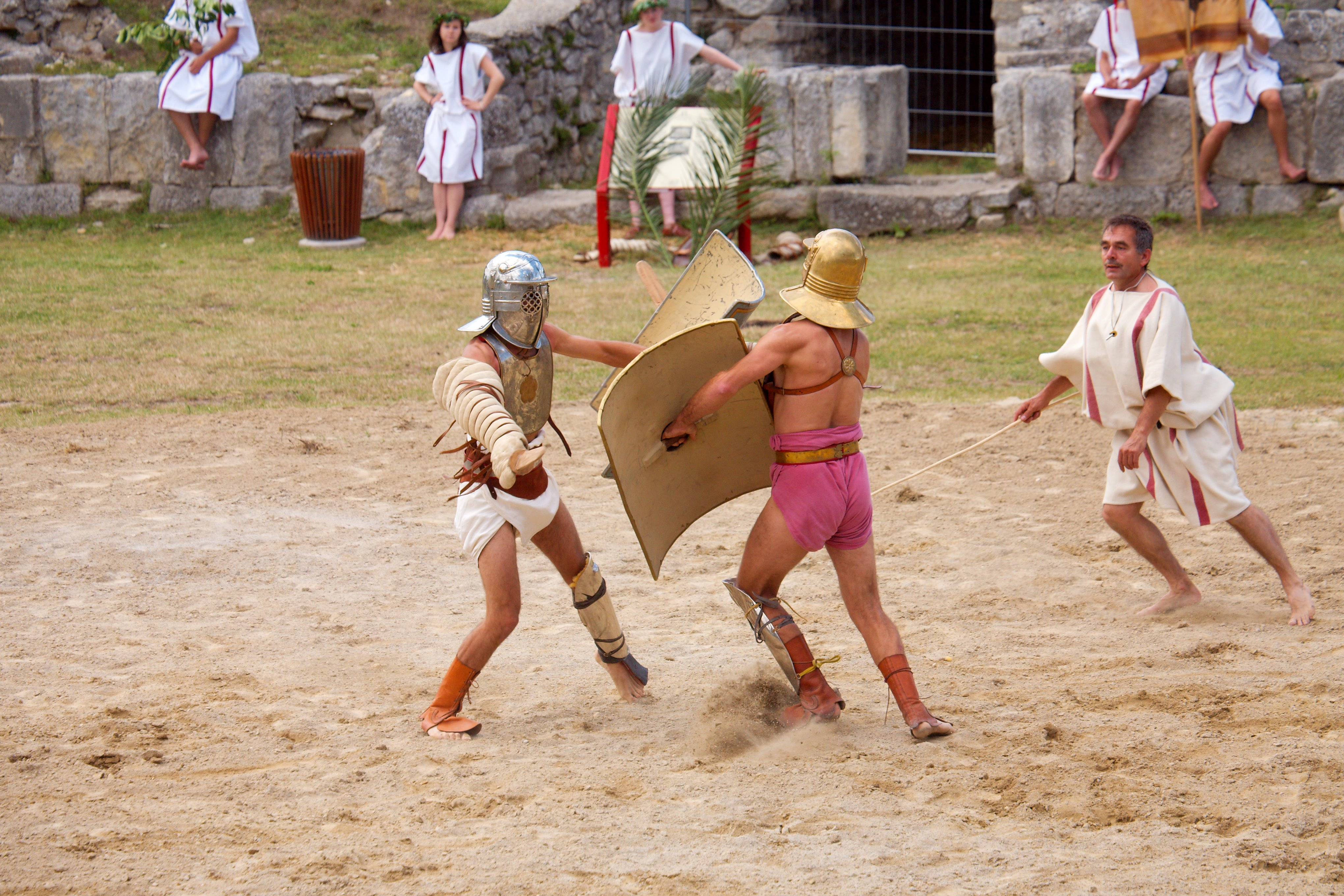
Реконструкція гладіаторського двобою провокаторів у Карнунті (Австрія), 2007 рік
- Відеозапис реконструкції двох двобоїв («секутор-ретіарій» та «фракієць-мірмілон») на «Римській Віллі Борг», (Німеччина), 2011 рік

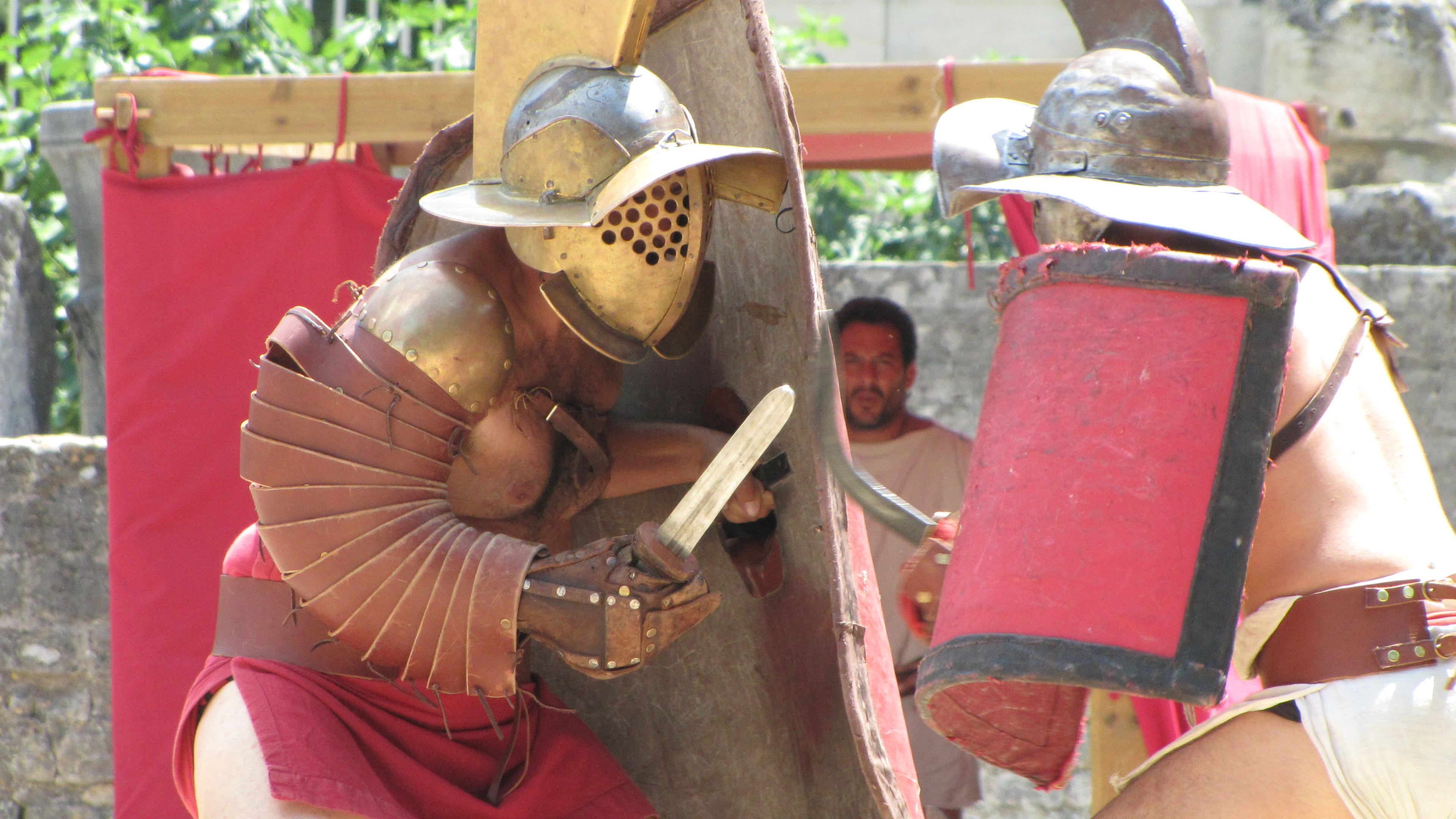
Реконструкція двобою фракійця та мірмілона в Арлі (Франція)
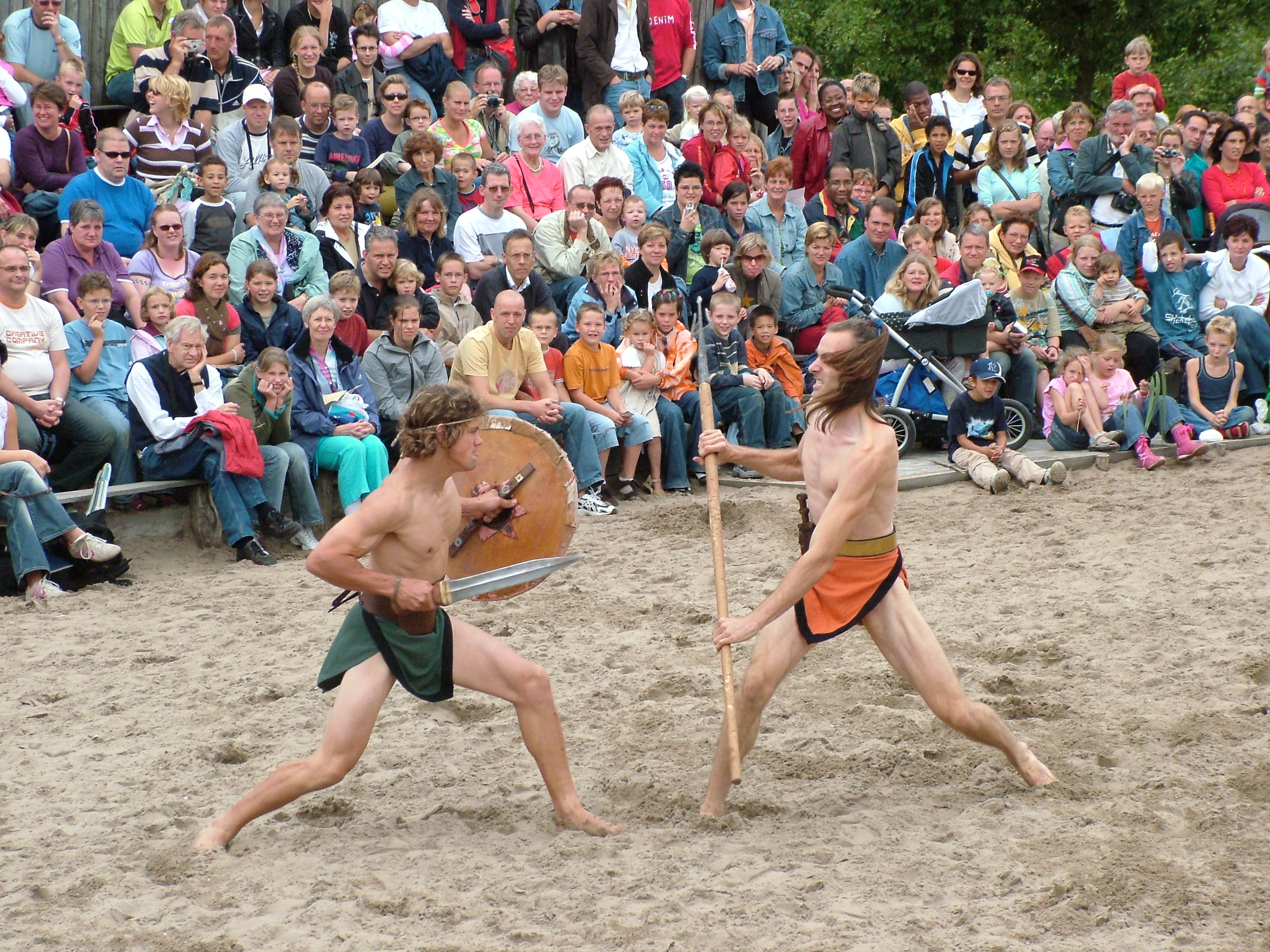
Реконструкція гладіаторського двобою в Археоні — живому музеї у Алфен-ан-ден-Рейн (Нідерланди)
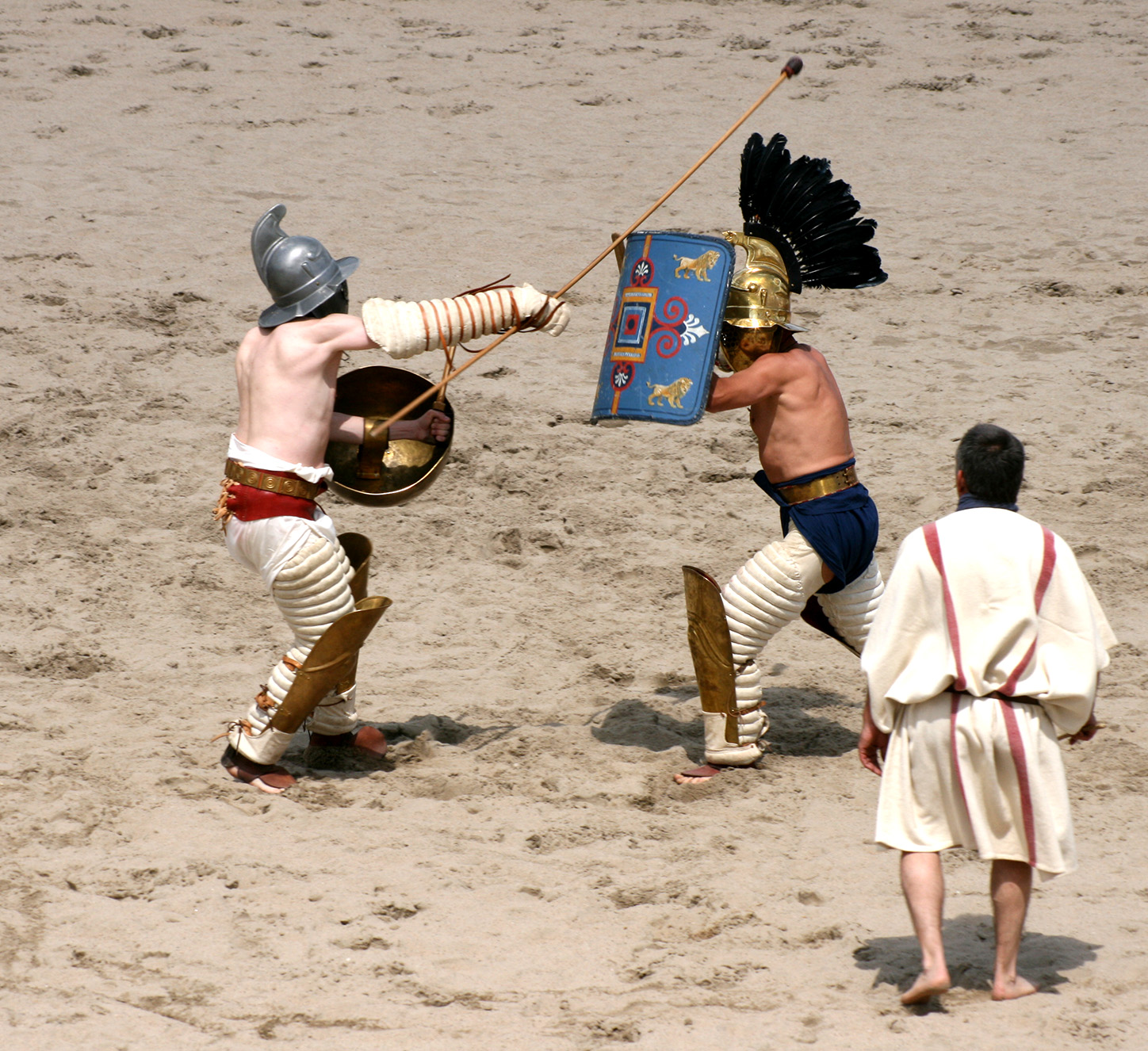
Реконструкція двобою гопломаха і фракійця в археологічному парку Ксантена (Німеччина)
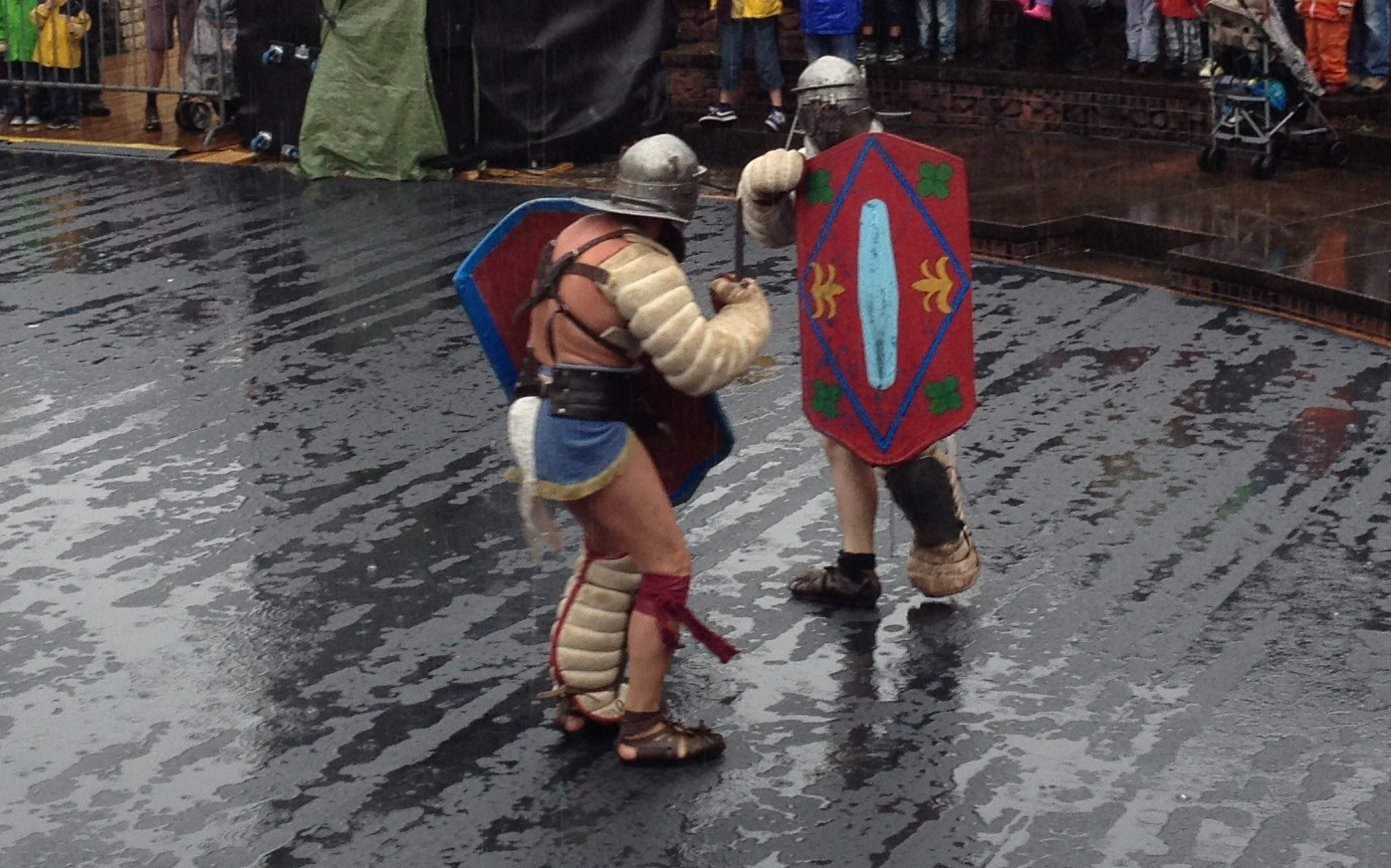
Реконструкція двобою провокаторів в Августа Рауріка (Швейцарія)

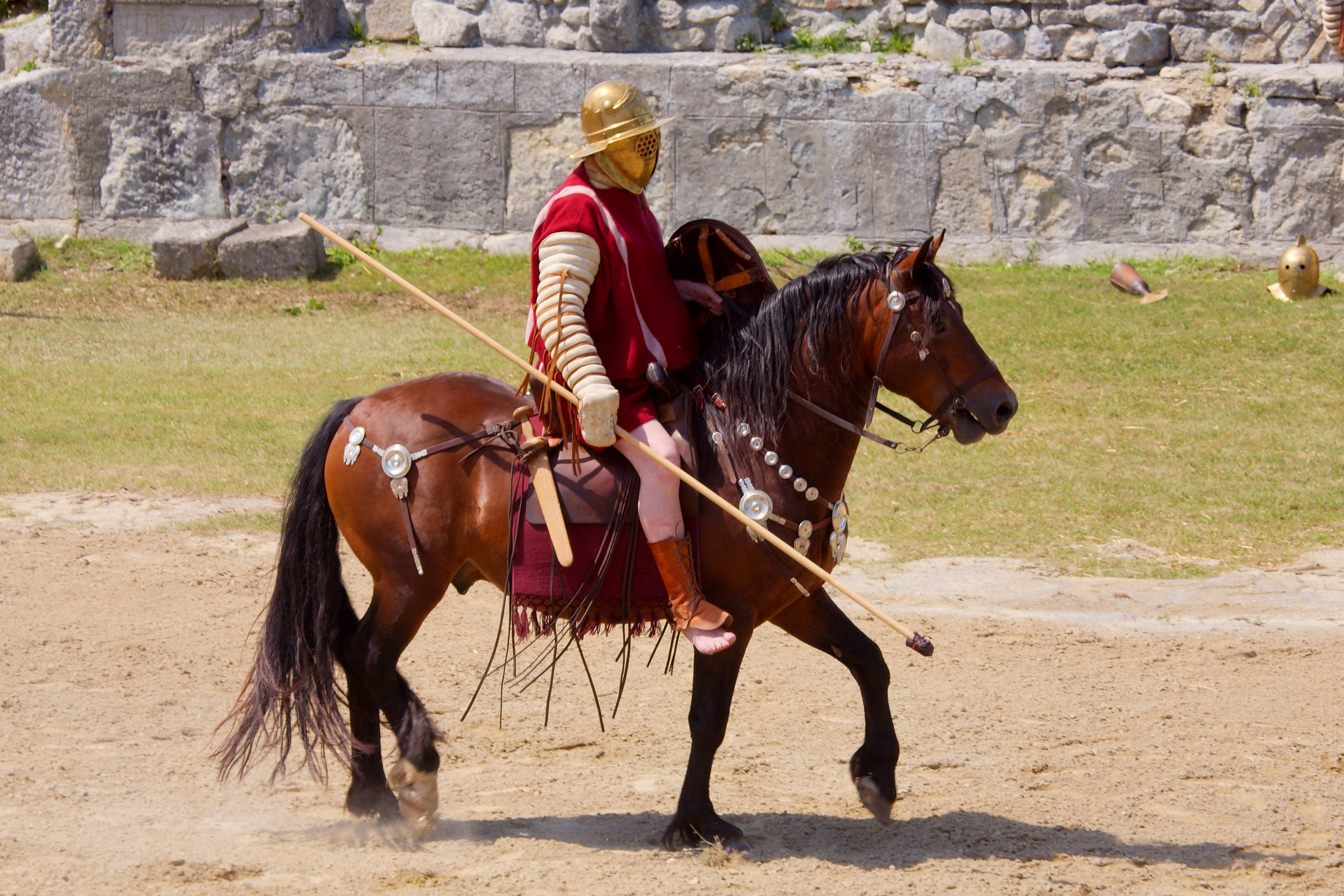
Кінний гладіатор-еквіт у Карнунті
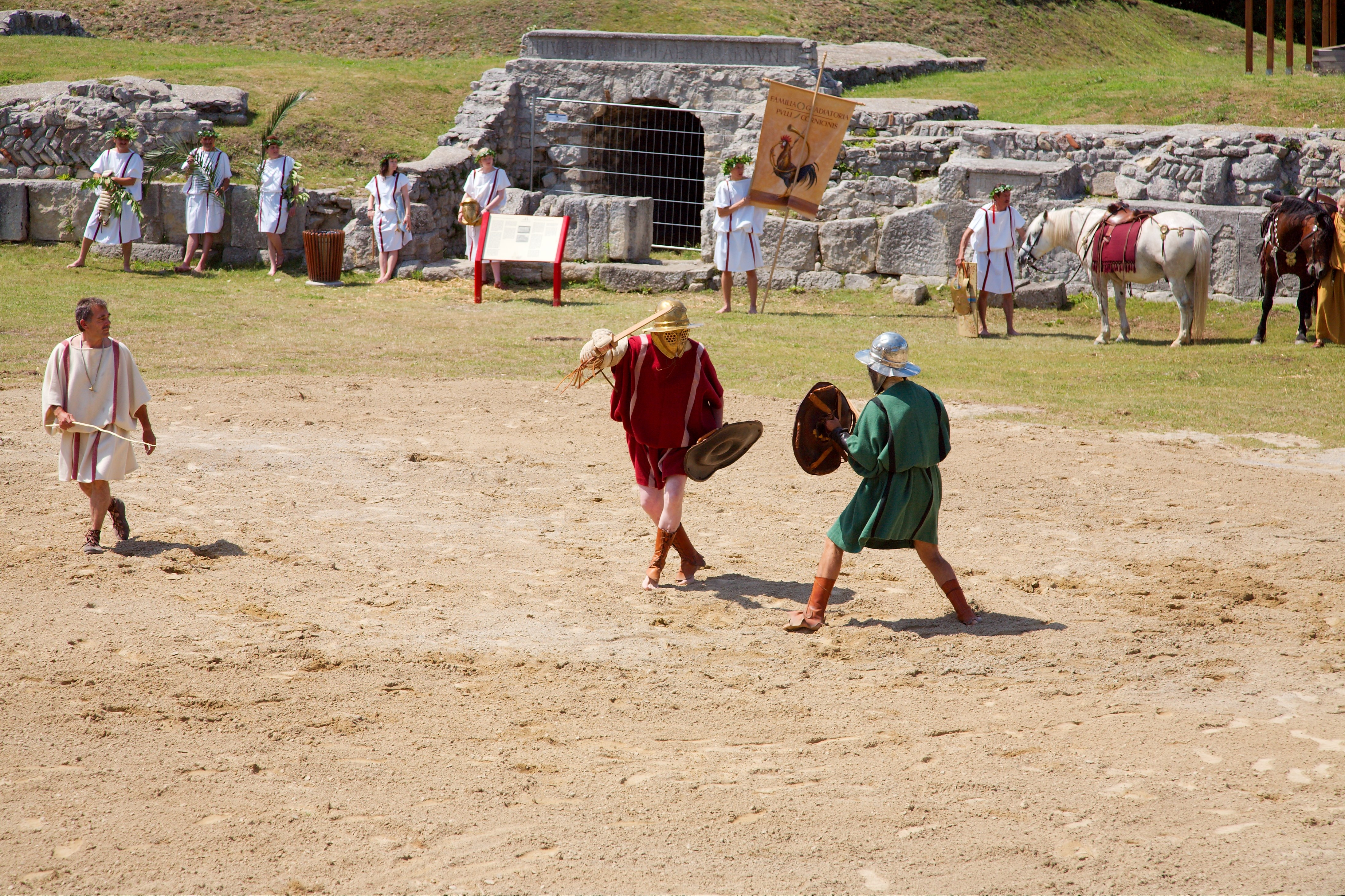
Реконструйований двобій спішених еквітів у Карнунті
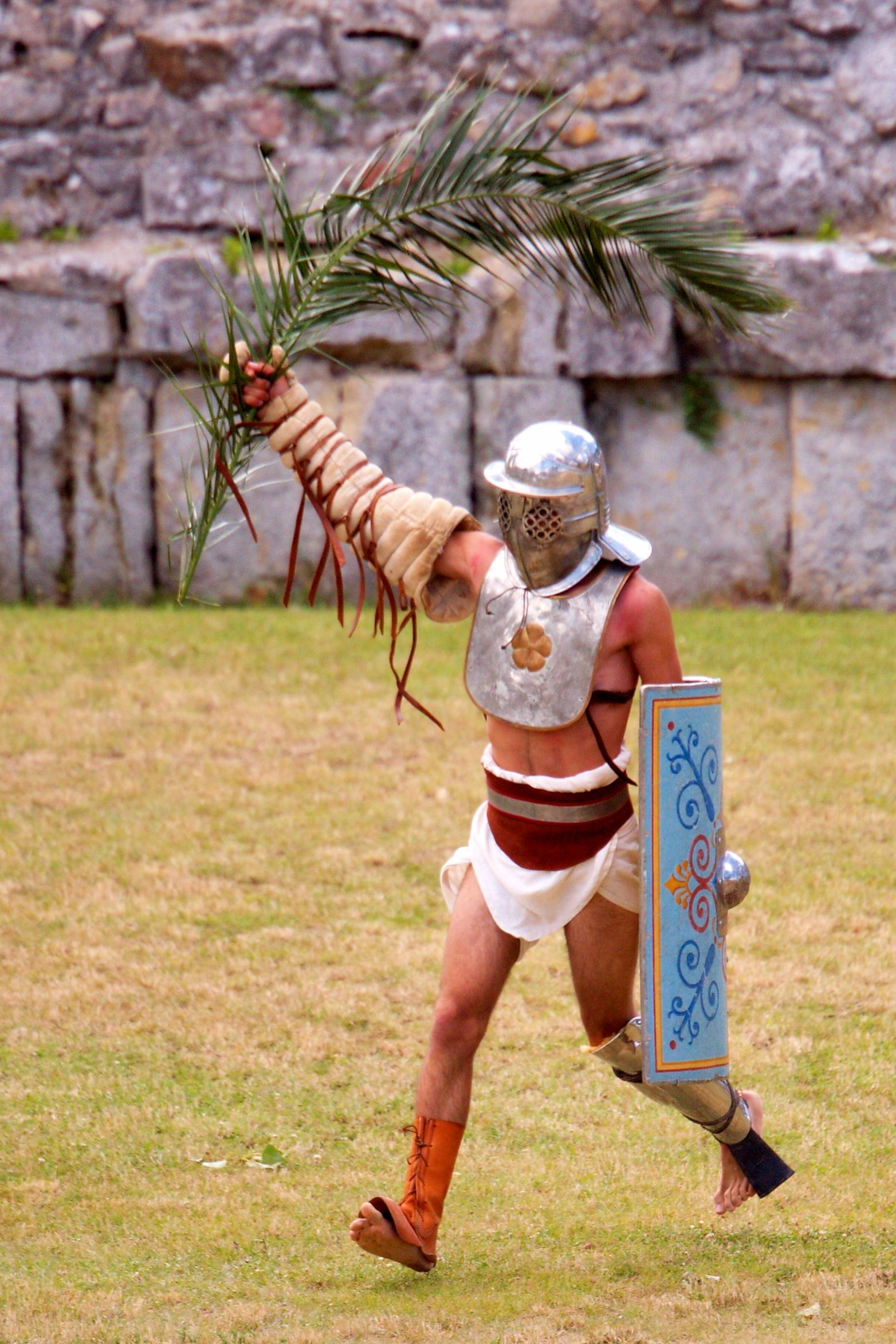
Переможець-провокатор з пальмовою гілкою. Карнунт
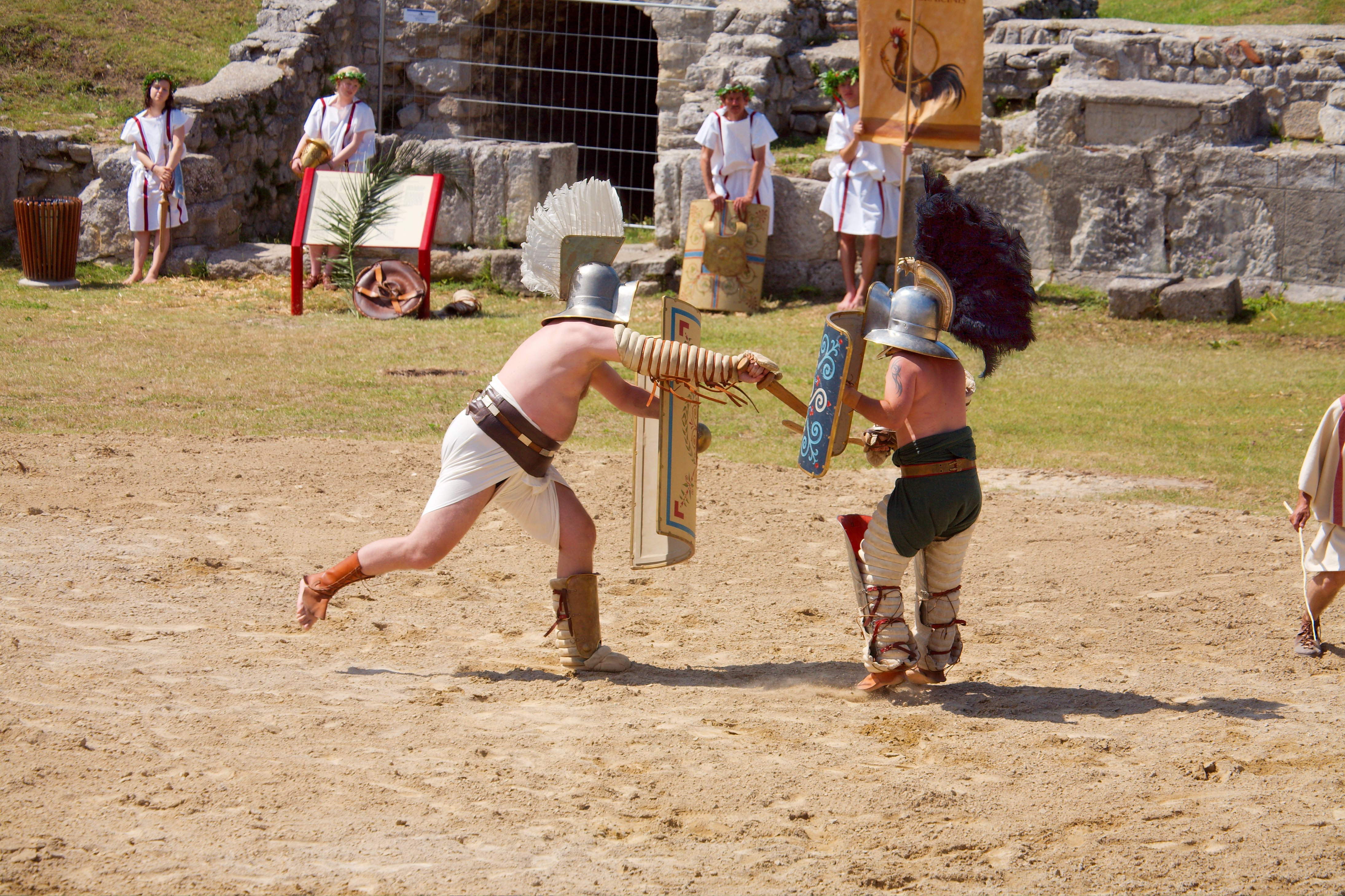
Реконструкція двобою фракійця і мірмілона у Карнунті
- Відеозапис реконструкції трьох двобоїв на «Римській Віллі Борг»: «гопломах-мірмілон», «лаквеарій-секутор», «провокатор-провокатор». 2011 рік

## Гладіатори у культурі

### Живопис
- Паріс Бордоне «Битва гладіаторів», 1560
- Жан-Симон Бертелемі. «Смерть гладіатора», 1773
- Жан-Жермен Друе «Сидячий гладіатор», кінець XVIII ст.
- Едмунд Лейтон «Дружина гладіатора», 1884
- Ежен Делакруа «Гладіатори у Колізеї», 1863
- Федір Бронников «Помираючий гладіатор», 1856
- Жан-Леон Жером «Ave Caesar Morituri te Salutant», 1859; «Pollice Verso», 1872

### Скульптура
- «Римський гладіатор» бельгійського скульптора Гійома Гефса у парку «Золота Брама» Сан-Франциско[10].
- «Гладіатор» польського скульптора Пія Вельоньського, яка зображує гладіатора-ретіарія.
- «Гладіатор» — мармурова статуя у Палаццо Пітті у Флоренції. Оскільки вона є римською копією з незбереженого давньогрецького оригіналу, ймовірне, ідентифікація її як зображення гладіатора помилкова.
- «Боргезький борець» — давньогрецька статуя, вирізьблена в Ефесі близько 100 р. до н. е., знайдена під час розкопок у XVII ст. Оригінал статуї знаходиться у Луврі, також вона відома у безлічі копій. Під час реставрації помилково визнана зображенням гладіатора, зараз же її вважають статуєю Ахілла у бою з амазонками.

### Кінематограф
- «Андрокл і лев» — американський фільм 1952 року режисерів Честера Ерскіна та Ніколаса Рея.
- «Спартак» — італійський фільм 1953 року режисера Ріккардо Фреда.
- «Деметрій і гладіатори» — американський пеплум 1954 року, який оповідає про гоніння перших християн у Римі.
- «Останні дні Помпеї» — італійський фільм 1959 року про події початку нашої ери.
- «Спартак і 10 гладіаторів» — італійський фільм 1964 року режисера Ніка Ностро.
- «Тріумф десяти гладіаторів» — італійський фільм 1965 року режисера Ніка Ностро.
- «Спартак» — американський пеплум 1960 року, головною темою якого є повстання Спартака.
- «Варавва» — італо-американський пеплум 1961 року за мотивами однойменного роману Пера Лагерквіста.
- «Син Спартака» — італійський фільм 1962 року режисера Серджо Корбуччі.
- «Два гладіатори» — італійський фільм 1964 року режисера Маріо Каяно.
- «Падіння Римської імперії» — кінофільм 1964 року режисера Ентоні Манна.
- «Останні дні Помпеї» — серіал Пітера Р. Ганта (1984 р.).
- «Гладіатор» — фільм 2000 року про часи імператора Коммода.
- «Гладіатрикс» (буквально — «Гладіатриса», «Гладіаторка») — художній російсько-американський фільм 2001 року режисера Тимура Бекмамбетова.
- «Останній гладіатор» — німецький фільм 2003 року режисера Йорго Папавасіліа.
- «Спартак» — північноамериканський міні-серіал 2004 року.
- «Імперія» — американський серіал 2005 року режисерів Джона Грея, Кіма Меннерса, Грега Яйтанса.
- «Спартак: Кров і пісок» — американський серіал 2010 року.
- «Спартак: Боги Арени» — американський серіал 2011 року, приквел до серіалу «Спартак: Кров і пісок».
- «Спартак: Помста» — американський серіал 2012 року, продовження серіалу «Спартак: Кров і пісок».
- «Спартак: Війна проклятих» — американський серіал 2013 року, закінчення серіалів «Спартак: Кров і пісок» та «Спартак: Помста».
- «Помпеї» — американський фільм-катастрофа 2014 року.

### Музика
- «Спартак» — балет Арама Хачатуряна (1956).
- «Колізей» — пісня російського рок-гурту «Ария» на гладіаторську тему.

## Інше
- «American Gladiators» («Американські гладіатори») — американська телепрограма, що виходила у 1989—1996 роках. У ній спортсмени-аматори змагалися один з одним або проти «гладіаторів» — професіональних спортсменів.
- «International Gladiators» («Міжнародні гладіатори») — міжнародне спортивне шоу, засноване на американській телепрограмі «American Gladiators». Також відоме під назвами «Гладіатори», «Бої гладіаторів». Виходило двома сезонами («International Gladiators 1» та «International Gladiators 2») у 1995—1996 роках.

## Цікаві факти
- У фільмі «Гладіатор» Рідлі Скотта імператор Коммод щадить гладіатора Максима, підіймаючи догори великий палець. Режисер навмисно пішов проти історичної правди, щоб не спантеличувати глядача, який здебільшого звик вважати такий жест знаком помилування гладіатора.
- В англійському місті Брігг (Північний Лінкольншир) існує паб під назвою «Помираючий гладіатор» (The Dying Gladiator). Над дверима — скульптура, яка зображує напівлежачого гладіатора.
- Професійним гладіатором був Реш Лакіш — один з великих єврейських релігійних авторитетів, якого згадує Талмуд[11].

## Топоніміка
- У місті Первомайськ Миколаївської області є вулиця Гладіаторська.[12]